# Liste des monuments historiques du Bas-Rhin (A-L)
Cet article recense une partie des monuments historiques du Bas-Rhin, en France.

## Monuments historiques
Pour des raisons de taille, la liste est découpée en deux. Cette partie regroupe les communes débutant de A à L. Pour les autres, voir la liste des monuments historiques du Bas-Rhin (M-Z).
- Haut – A
- B
- C
- D
- E
- F
- G
- H
- I
- J
- K
- L
- M
- N
- O
- P
- Q
- R
- S
- T
- U
- V
- W
- X
- Y
- Z

Du fait du nombre de protections dans certaines communes, elles font l'objet d'une liste distincte :
- pour Benfeld, voir la liste des monuments historiques de Benfeld
- pour Bœrsch, voir la liste des monuments historiques de Bœrsch
- pour Bouxwiller, voir la liste des monuments historiques de Bouxwiller
- pour Dambach-la-Ville, voir la liste des monuments historiques de Dambach-la-Ville
- pour Haguenau, voir la liste des monuments historiques de Haguenau

Selon la base Mérimée, il y a 254 monuments historiques dans le Bas-Rhin (A-L) (175 dans cette liste et 79 dans les listes communales).
Les châteaux de Kolbsheim et du Warthenberg ainsi que l'ouvrage de Schœnenbourg se trouvent sur plusieurs communes.

## Monuments radiés
| Monument                                | Commune  | Adresse | Coordonnées                      | Notice         | Protection    | Date      | Illustration               |
| --------------------------------------- | -------- | ------- | -------------------------------- | -------------- | ------------- | --------- | -------------------------- |
| Banc-reposoir napoléonien banc-reposoir | Lupstein | RD 231  | 48° 44′ 41″ nord, 7° 28′ 12″ est | « PA00084780 » | Inscrit Radié | 1988 2013 | Image manquante Téléverser |

## Mobiliers historiques
Selon la base Palissy, il y a 557 objets monuments historiques dans le Bas-Rhin (A-L et hors communes ayant une liste séparée).
- Haut – A
- B
- C
- D
- E
- F
- G
- H
- I
- J
- K
- L
- M
- N
- O
- P
- Q
- R
- S
- T
- U
- V
- W
- X
- Y
- Z

| Monument historique | Commune                 | Localisation                                                                                           | Protection | Date de la protection | Référence            | Photo |
| --- | ----------------------- | --- | ---------- | --------------------- | -------------------- | ----- |
| orgue de tribune | Altorf                  | église paroissiale Saint-Cyriaque (ancienne abbaye)                                                    | classé     | 1972                  | Notice no PM67000982 |       |
| autel, gradin, tabernacle, retable, tableau, 3 statues (maître-autel) : Saint-Cyriaque guérissant la fille de l'empereur Dioclétien, Vierge à l'Enfant, Saint-Grégoire le Grand, Saint-Barthélémy apôtre                                                  | Altorf                  | église paroissiale Saint-Cyriaque (ancienne abbaye)                                                    | classé     | 1979                  | Notice no PM67000015 |       |
| monument sépulcral | Altorf                  | église paroissiale Saint-Cyriaque (ancienne abbaye)                                                    | classé     | 1987                  | Notice no PM67000014 |       |
| monument sépulcral, de Grégoire Matern, abbé d'Altorf | Altorf                  | église paroissiale Saint-Cyriaque (ancienne abbaye)                                                    | classé     | 1987                  | Notice no PM67000013 |       |
| dalle funéraire de Conrad de Gugenheim | Altorf                  | église paroissiale Saint-Cyriaque (ancienne abbaye)                                                    | classé     | 1987                  | Notice no PM67000012 |       |
| lambris de revêtement, stalles (18) | Altorf                  | église paroissiale Saint-Cyriaque (ancienne abbaye)                                                    | classé     | 1987                  | Notice no PM67000011 |       |
| 2 confessionnaux | Altorf                  | église paroissiale Saint-Cyriaque (ancienne abbaye)                                                    | classé     | 1987                  | Notice no PM67000010 |       |
| 2 autels, 2 retables, 2 tableaux (autels secondaires) : la Mort de Saint-Benoît, la Mort de Sainte-Scholastique | Altorf                  | église paroissiale Saint-Cyriaque (ancienne abbaye)                                                    | classé     | 1987                  | Notice no PM67000009 |       |
| 2 autels, 2 retables, 2 statues (autels secondaires) : Saint-Blaise, Vierge à l'Enfant | Altorf                  | église paroissiale Saint-Cyriaque (ancienne abbaye)                                                    | classé     | 1987                  | Notice no PM67000008 |       |
| fonts baptismaux | Altorf                  | église paroissiale Saint-Cyriaque (ancienne abbaye)                                                    | classé     | 1987                  | Notice no PM67000007 |       |
| chaire à prêcher | Altorf                  | église paroissiale Saint-Cyriaque (ancienne abbaye)                                                    | classé     | 1977                  | Notice no PM67000006 |       |
| crédence | Altorf                  | église paroissiale Saint-Cyriaque (ancienne abbaye)                                                    | classé     | 1977                  | Notice no PM67000005 |       |
| orgue de tribune : buffet d'orgue et garde-corps de tribune (balustrade) | Altorf                  | église paroissiale Saint-Cyriaque (ancienne abbaye)                                                    | classé     | 1972                  | Notice no PM67000004 |       |
| orgue de tribune : partie instrumentale de l'orgue | Altorf                  | église paroissiale Saint-Cyriaque (ancienne abbaye)                                                    | classé     | 1971                  | Notice no PM67000003 |       |
| ciboire | Altorf                  | église paroissiale Saint-Cyriaque (ancienne abbaye)                                                    | classé     | 1967                  | Notice no PM67000002 |       |
| buste-reliquaire : de Saint-Cyriaque | Altorf                  | église paroissiale Saint-Cyriaque (ancienne abbaye)                                                    | classé     | 1967                  | Notice no PM67000001 |       |
| maître-autel | Andlau                  | église paroissiale Saint-André, actuellement chapelle du cimetière                                     | inscrit    | 1988                  | Notice no PM67001194 |       |
| 2 autels, 2 retables, 2 tableaux (autels secondaires) : adoration du Sacré-Cœur de Jésus, Immaculée Conception, style Louis XVI | Andlau                  | église paroissiale Saint-André, actuellement chapelle du cimetière                                     | classé     | 1982                  | Notice no PM67000572 |       |
| cloche | Andlau                  | église paroissiale Saint-Pierre et Saint-Paul (ancienne abbaye Sainte-Richarde)                        | classé     | 1982                  | Notice no PM67000571 |       |
| trois parures d'image sacrée (vêtements de statues) | Andlau                  | église paroissiale Saint-Pierre et Saint-Paul (ancienne abbaye Sainte-Richarde)                        | inscrit    | 1998                  | Notice no PM67001482 |       |
| couronne de statue | Andlau                  | église paroissiale Saint-Pierre et Saint-Paul (ancienne abbaye Sainte-Richarde)                        | inscrit    | 1998                  | Notice no PM67001481 |       |
| quatre vases décoratifs (vases commémoratifs) | Andlau                  | église paroissiale Saint-Pierre et Saint-Paul (ancienne abbaye Sainte-Richarde)                        | inscrit    | 1998                  | Notice no PM67001536 |       |
| fontaine de sacristie | Andlau                  | église paroissiale Saint-Pierre et Saint-Paul (ancienne abbaye Sainte-Richarde)                        | inscrit    | 1998                  | Notice no PM67001535 |       |
| buste : Saint-Sébastien | Andlau                  | église paroissiale Saint-Pierre et Saint-Paul (ancienne abbaye Sainte-Richarde)                        | inscrit    | 1998                  | Notice no PM67001534 |       |
| buste : Saint-Fabien | Andlau                  | église paroissiale Saint-Pierre et Saint-Paul (ancienne abbaye Sainte-Richarde)                        | inscrit    | 1998                  | Notice no PM67001533 |       |
| statue : Christ glorieux | Andlau                  | église paroissiale Saint-Pierre et Saint-Paul (ancienne abbaye Sainte-Richarde)                        | inscrit    | 1998                  | Notice no PM67001532 |       |
| statue : Christ en croix (sans la croix) | Andlau                  | église paroissiale Saint-Pierre et Saint-Paul (ancienne abbaye Sainte-Richarde)                        | inscrit    | 1998                  | Notice no PM67001531 |       |
| reliquaire-monstrance de la Sainte-Croix | Andlau                  | église paroissiale Saint-Pierre et Saint-Paul (ancienne abbaye Sainte-Richarde)                        | inscrit    | 1998                  | Notice no PM67001530 |       |
| bras-reliquaire de Saint-François Xavier | Andlau                  | église paroissiale Saint-Pierre et Saint-Paul (ancienne abbaye Sainte-Richarde)                        | inscrit    | 1998                  | Notice no PM67001529 |       |
| reliquaire de Saint-Lazare | Andlau                  | église paroissiale Saint-Pierre et Saint-Paul (ancienne abbaye Sainte-Richarde)                        | inscrit    | 1998                  | Notice no PM67001528 |       |
| groupe sculpté : Vierge de Pitié | Andlau                  | église paroissiale Saint-Pierre et Saint-Paul (ancienne abbaye Sainte-Richarde)                        | inscrit    | 1998                  | Notice no PM67001527 |       |
| tableau et son cadre : fondation légendaire de l'abbaye d'Andlau par Sainte-Richarde | Andlau                  | église paroissiale Saint-Pierre et Saint-Paul (ancienne abbaye Sainte-Richarde)                        | inscrit    | 1998                  | Notice no PM67001526 |       |
| horloge d'édifice et ses mécanismes | Andlau                  | église paroissiale Saint-Pierre et Saint-Paul (ancienne abbaye Sainte-Richarde)                        | inscrit    | 1998                  | Notice no PM67001525 |       |
| statue : ourse | Andlau                  | église paroissiale Saint-Pierre et Saint-Paul (ancienne abbaye Sainte-Richarde)                        | inscrit    | 1998                  | Notice no PM67001524 |       |
| chandelier pascal | Andlau                  | église paroissiale Saint-Pierre et Saint-Paul (ancienne abbaye Sainte-Richarde)                        | inscrit    | 1999                  | Notice no PM67001193 |       |
| deux stalles de chanoinesses | Andlau                  | église paroissiale Saint-Pierre et Saint-Paul (ancienne abbaye Sainte-Richarde)                        | inscrit    | 1999                  | Notice no PM67001192 |       |
| chasuble | Andlau                  | église paroissiale Saint-Pierre et Saint-Paul (ancienne abbaye Sainte-Richarde)                        | classé     | 2000                  | Notice no PM67000888 |       |
| chasuble offerte par Napoléon III et Eugénie de Montijo de Guzman | Andlau                  | église paroissiale Saint-Pierre et Saint-Paul (ancienne abbaye Sainte-Richarde)                        | classé     | 2000                  | Notice no PM67000887 |       |
| prie-Dieu | Andlau                  | église paroissiale Saint-Pierre et Saint-Paul (ancienne abbaye Sainte-Richarde)                        | classé     | 2000                  | Notice no PM67000886 |       |
| prie-Dieu | Andlau                  | église paroissiale Saint-Pierre et Saint-Paul (ancienne abbaye Sainte-Richarde)                        | classé     | 2000                  | Notice no PM67000885 |       |
| 3 prie-Dieu | Andlau                  | église paroissiale Saint-Pierre et Saint-Paul (ancienne abbaye Sainte-Richarde)                        | classé     | 2000                  | Notice no PM67000884 |       |
| stalles | Andlau                  | église paroissiale Saint-Pierre et Saint-Paul (ancienne abbaye Sainte-Richarde)                        | classé     | 2000                  | Notice no PM67000883 |       |
| 2 confessionnaux | Andlau                  | église paroissiale Saint-Pierre et Saint-Paul (ancienne abbaye Sainte-Richarde)                        | classé     | 2000                  | Notice no PM67000882 |       |
| chaire à prêcher | Andlau                  | église paroissiale Saint-Pierre et Saint-Paul (ancienne abbaye Sainte-Richarde)                        | classé     | 2000                  | Notice no PM67000881 |       |
| autel et retable de Saint-Jean de Népomucène, tableau : La Glorification de Saint-Jean de Népomucène | Andlau                  | église paroissiale Saint-Pierre et Saint-Paul (ancienne abbaye Sainte-Richarde)                        | classé     | 2000                  | Notice no PM67000880 |       |
| autel et retable de Saint-Antoine de Padoue, tableau : Saint-Antoine en adoration devant l'Enfant Jésus | Andlau                  | église paroissiale Saint-Pierre et Saint-Paul (ancienne abbaye Sainte-Richarde)                        | classé     | 2000                  | Notice no PM67000879 |       |
| autel et retable de Saint-Sébastien, statue : Saint-Sébastien transpercé de flèches, tableau : Saint-Charles Borromée | Andlau                  | église paroissiale Saint-Pierre et Saint-Paul (ancienne abbaye Sainte-Richarde)                        | classé     | 2000                  | Notice no PM67000878 |       |
| 2 statues : Anges orants | Andlau                  | église paroissiale Saint-Pierre et Saint-Paul (ancienne abbaye Sainte-Richarde)                        | classé     | 2000                  | Notice no PM67000876 |       |
| autel, tabernacle (maître-autel) | Andlau                  | église paroissiale Saint-Pierre et Saint-Paul (ancienne abbaye Sainte-Richarde)                        | classé     | 2000                  | Notice no PM67000875 |       |
| châsse-reliquaire du chef de Sainte-Richarde | Andlau                  | église paroissiale Saint-Pierre et Saint-Paul (ancienne abbaye Sainte-Richarde)                        | classé     | 2000                  | Notice no PM67000874 |       |
| autel, retable, statue : Sainte-Richarde | Andlau                  | église paroissiale Saint-Pierre et Saint-Paul (ancienne abbaye Sainte-Richarde)                        | classé     | 2000                  | Notice no PM67000873 |       |
| châsse de Sainte-Richarde | Andlau                  | église paroissiale Saint-Pierre et Saint-Paul (ancienne abbaye Sainte-Richarde)                        | classé     | 2000                  | Notice no PM67000872 |       |
| statue : Vierge à l'Enfant dite Notre-Dame de la Crypte | Andlau                  | église paroissiale Saint-Pierre et Saint-Paul (ancienne abbaye Sainte-Richarde)                        | classé     | 1999                  | Notice no PM67000851 |       |
| groupe sculpté : Vierge de Pitié | Andlau                  | église paroissiale Saint-Pierre et Saint-Paul (ancienne abbaye Sainte-Richarde)                        | classé     | 1999                  | Notice no PM67000850 |       |
| tableau : La Vierge à l'Enfant apparaissant à un chevalier de l'Ordre teutonique | Andlau                  | église paroissiale Saint-Pierre et Saint-Paul (ancienne abbaye Sainte-Richarde)                        | classé     | 1999                  | Notice no PM67000849 |       |
| autel et retable de la Vierge, statue : Vierge de l'Immaculée Conception, tableau : Les Cœurs de Jésus et de Marie | Andlau                  | église Saint-Pierre-et-Saint-Paul                                                                      | classé     | 2000                  | Notice no PM67000877 |       |
| tableau et son cadre : [Bouquet dans un pichet en étain] | Andlau                  | hôtel de ville                                                                                         | inscrit    | 2002                  | Notice no PM67001198 |       |
| tableau et son cadre : [Roses dans une cruche bleue et blanche] | Andlau                  | hôtel de ville                                                                                         | inscrit    | 2002                  | Notice no PM67001197 |       |
| tableau et son cadre : [Bouquet sans un vase chinois] | Andlau                  | hôtel de ville                                                                                         | inscrit    | 2002                  | Notice no PM67001196 |       |
| tableau et son cadre : [Tournesols] | Andlau                  | hôtel de ville                                                                                         | inscrit    | 2002                  | Notice no PM67001195 |       |
| pièce de tissu dite relique de la robe de Sainte-Richarde | Andlau                  | presbytère catholique                                                                                  | classé     | 2000                  | Notice no PM67000871 |       |
| tableau : Christ souffrant | Andlau                  | presbytère catholique                                                                                  | classé     | 1999                  | Notice no PM67000852 |       |
| 2 statues : Sainte-Catherine, Sainte-Apolline | Avolsheim               | église                                                                                                 | classé     | 1977                  | Notice no PM67000017 |       |
| statue : Vierge à l'Enfant | Avolsheim               | église paroissiale                                                                                     | classé     | 1977                  | Notice no PM67000019 |       |
| statue : Vierge à l'Enfant | Avolsheim               | église paroissiale                                                                                     | classé     | 1977                  | Notice no PM67000018 |       |
| croix de procession | Avolsheim               | église paroissiale                                                                                     | classé     | 1978                  | Notice no PM67000016 |       |
| cloche | Balbronn                | église protestante                                                                                     | classé     | 1992                  | Notice no PM67000573 |       |
| orgue : buffet d'orgue | Balbronn                | église protestante                                                                                     | classé     | 1998                  | Notice no PM67000984 |       |
| orgue | Balbronn                | église protestante                                                                                     | classé     | 1998                  | Notice no PM67000983 |       |
| tronc à quêter protestant | Balbronn                | église protestante                                                                                     | classé     | 1998                  | Notice no PM67000816 |       |
| deux aiguières de communion | Balbronn                | presbytère protestant                                                                                  | inscrit    | 1996                  | Notice no PM67001199 |       |
| orgue de tribune | Barr                    | église catholique Saint-Martin                                                                         | classé     | 1995                  | Notice no PM67000987 |       |
| orgue de tribune : buffet d'orgue | Barr                    | église catholique Saint-Martin                                                                         | classé     | 1995                  | Notice no PM67000730 |       |
| orgue de tribune : partie instrumentale de l'orgue | Barr                    | église catholique Saint-Martin                                                                         | classé     | 1991                  | Notice no PM67000508 |       |
| chaire pastorale avec socle | Barr                    | église paroissiale protestante                                                                         | classé     | 2000                  | Notice no PM67000864 |       |
| autel | Barr                    | église paroissiale protestante                                                                         | classé     | 2000                  | Notice no PM67000863 |       |
| grande cloche | Barr                    | église paroissiale protestante                                                                         | inscrit    | 1995                  | Notice no PM67001566 |       |
| cloche dédiée à Saint-Martin | Barr                    | église paroissiale protestante                                                                         | inscrit    | 1995                  | Notice no PM67001565 |       |
| cloche dédiée à la Vierge Marie | Barr                    | église paroissiale protestante                                                                         | inscrit    | 1995                  | Notice no PM67001564 |       |
| orgue de tribune : buffet d'orgue | Barr                    | église paroissiale protestante                                                                         | inscrit    | 1974                  | Notice no PM67000986 |       |
| orgue de tribune | Barr                    | église paroissiale protestante                                                                         | inscrit    | 1974                  | Notice no PM67000985 |       |
| orgue de tribune : partie instrumentale de l'orgue | Barr                    | église paroissiale protestante                                                                         | classé     | 1972                  | Notice no PM67000021 |       |
| armoire à trois colonnes annelées | Barr                    | hôtel de ville                                                                                         | inscrit    | 2004                  | Notice no PM67001204 |       |
| tableau : Les pèlerins du Mont Sainte-Odile | Barr                    | hôtel de ville                                                                                         | inscrit    | 2004                  | Notice no PM67001203 |       |
| dessin : Allégorie de la Paix (détail) | Barr                    | hôtel de ville                                                                                         | inscrit    | 2004                  | Notice no PM67001202 |       |
| tableau de marqueterie : [Vue de la place de l'Hôtel de Ville à Barr] | Barr                    | hôtel de ville                                                                                         | inscrit    | 2004                  | Notice no PM67001201 |       |
| Paire d'urnes électorales | Barr                    | hôtel de ville                                                                                         | classé     | 2006                  | Notice no PM67000961 |       |
| maître-autel | Beinheim                | église                                                                                                 | inscrit    | 1974                  | Notice no PM67001205 |       |
| autel, retable, tabernacle (maître-autel) | Beinheim                | église paroissiale                                                                                     | classé     | 1991                  | Notice no PM67000530 |       |
| cloche | Belmont                 | église protestante                                                                                     | classé     | 1982                  | Notice no PM67000574 |       |
| tableau (panneau peint) : le Christ portant la couronne d'épines | Belmont                 | église protestante                                                                                     | inscrit    | 1974                  | Notice no PM67001206 |       |
| armoire eucharistique (armoire murale) | Bernardswiller          | église catholique Notre-Dame                                                                           | inscrit    | 1981                  | Notice no PM67001567 |       |
| statue : Torse du Christ en croix | Bernardvillé            | chapelle dite des quatorze saints auxiliateurs                                                         | inscrit    | 1982                  | Notice no PM67001207 |       |
| dalle funéraire d'un abbé de l'abbaye de Baumgarten | Bernardvillé            | chapelle dite des quatorze saints auxiliateurs                                                         | classé     | 1982                  | Notice no PM67000575 |       |
| 2 autels, 2 retables (autels secondaires) | Bernardvillé            | église paroissiale Saint-Antoine                                                                       | classé     | 1971                  | Notice no PM67000022 |       |
| fonts baptismaux (cuve baptismale) | Bernardvillé            | | inscrit    | 1982                  | Notice no PM67001208 |       |
| confessionnal | Bernolsheim             | église paroissiale Saint-Pancrace, Saint-Sébastien                                                     | inscrit    | 1988                  | Notice no PM67001213 |       |
| statue : Saint-Jean Népomucène, Saint-Charles Borromée ? | Bernolsheim             | église paroissiale Saint-Pancrace, Saint-Sébastien                                                     | classé     | 1991                  | Notice no PM67000579 |       |
| statue : Saint-Joseph et l'Enfant Jésus | Bernolsheim             | église paroissiale Saint-Pancrace, Saint-Sébastien                                                     | classé     | 1991                  | Notice no PM67000578 |       |
| statue : Saint-Ignace de Loyola | Bernolsheim             | église paroissiale Saint-Pancrace, Saint-Sébastien                                                     | classé     | 1991                  | Notice no PM67000577 |       |
| statue : Saint-François Xavier | Bernolsheim             | église paroissiale Saint-Pancrace, Saint-Sébastien                                                     | classé     | 1991                  | Notice no PM67000576 |       |
| bas-relief : Ecce Homo, Christ de douleur | Bernolsheim             | église paroissiale Saint-Pancrace, Saint-Sébastien                                                     | classé     | 1991                  | Notice no PM67000566 |       |
| chaire à prêcher | Bernolsheim             | église paroissiale Saint-Pancrace, Saint-Sébastien                                                     | classé     | 1991                  | Notice no PM67000538 |       |
| 2 autels, 2 retables, 2 bas-reliefs, 8 chandeliers (autels secondaires) : la Nativité, Mise au tombeau | Bernolsheim             | église paroissiale Saint-Pancrace, Saint-Sébastien                                                     | classé     | 1991                  | Notice no PM67000537 |       |
| autel, tabernacle, retable, bas-relief, 2 statues (maître-autel) : la Cène, Saint-Sébastien, Saint-Pancrace | Bernolsheim             | église paroissiale Saint-Pancrace, Saint-Sébastien                                                     | classé     | 1991                  | Notice no PM67000536 |       |
| service de communion : coupe, plat et boîte pour le pain de la communion | Berstett                | église protestante                                                                                     | classé     | 1978                  | Notice no PM67000493 |       |
| huit tableaux : Paradis terrestre, Moïse recevant les Tables de la Loi et Vie du Christ | Berstett                | église protestante                                                                                     | inscrit    | 2002                  | Notice no PM67001209 |       |
| boîte à hosties protestante | Berstett                | église protestante                                                                                     | classé     | 2004                  | Notice no PM67000923 |       |
| aiguière de communion | Berstett                | presbytère protestant                                                                                  | inscrit    | 2002                  | Notice no PM67001212 |       |
| aiguière de communion | Berstett                | presbytère protestant                                                                                  | inscrit    | 2002                  | Notice no PM67001211 |       |
| calice protestant et patène protestante | Berstett                | presbytère protestant                                                                                  | inscrit    | 2002                  | Notice no PM67001210 |       |
| cloche | Berstheim               | église paroissiale Saint-Martin                                                                        | classé     | 1982                  | Notice no PM67000023 |       |
| orgue de tribune : buffet d'orgue | Birkenwald              | église catholique Saint-Louis                                                                          | classé     | 1995                  | Notice no PM67000989 |       |
| orgue de tribune | Birkenwald              | église catholique Saint-Louis                                                                          | classé     | 1995                  | Notice no PM67000988 |       |
| orgue de tribune : partie instrumentale de l'orgue | Birkenwald              | église catholique Saint-Louis                                                                          | classé     | 1995                  | Notice no PM67000732 |       |
| horloge d'édifice | Birkenwald              | église catholique Saint-Louis                                                                          | inscrit    | 1996                  | Notice no PM67001214 |       |
| fonts baptismaux | Bischheim               | église paroissiale Saint-Laurent                                                                       | classé     | 1995                  | Notice no PM67000731 |       |
| orgue de tribune | Bischheim               | église protestante                                                                                     | classé     | 1977                  | Notice no PM67000990 |       |
| orgue de tribune : buffet d'orgue | Bischheim               | église protestante                                                                                     | classé     | 1977                  | Notice no PM67000024 |       |
| groupe sculpté : Déploration | Bischoffsheim           | couvent de rédemptoristes                                                                              | classé     | 1980                  | Notice no PM67000494 |       |
| horloge d'édifice | Bischoffsheim           | église paroissiale Sainte-Aurélie                                                                      | inscrit    | 1996                  | Notice no PM67001217 |       |
| chaire à prêcher | Bischoffsheim           | église paroissiale Sainte-Aurélie                                                                      | inscrit    | 1974                  | Notice no PM67001216 |       |
| orgue : buffet d'orgue | Bischoffsheim           | église paroissiale Sainte-Aurélie                                                                      | inscrit    | 1974                  | Notice no PM67000992 |       |
| orgue | Bischoffsheim           | église paroissiale Sainte-Aurélie                                                                      | inscrit    | 1974                  | Notice no PM67000991 |       |
| cloche | Bischoffsheim           | église paroissiale Sainte-Aurélie                                                                      | classé     | 1982                  | Notice no PM67000026 |       |
| orgue : partie instrumentale de l'orgue | Bischoffsheim           | église paroissiale Sainte-Aurélie                                                                      | classé     | 1972                  | Notice no PM67000025 |       |
| orgue de tribune : buffet d'orgue | Bischwiller             | église protestante                                                                                     | inscrit    | 1976                  | Notice no PM67000994 |       |
| orgue de tribune | Bischwiller             | église protestante                                                                                     | inscrit    | 1976                  | Notice no PM67000993 |       |
| orgue de tribune : partie instrumentale de l'orgue | Bischwiller             | église protestante                                                                                     | classé     | 1973                  | Notice no PM67000027 |       |
| aiguière de communion : aiguière de Sainte-Cène | Blaesheim               | église protestante                                                                                     | inscrit    | 2000                  | Notice no PM67001420 |       |
| plat de communion : plateau de Sainte-Cène | Blaesheim               | église protestante                                                                                     | inscrit    | 2000                  | Notice no PM67001419 |       |
| tronc | Blaesheim               | église protestante                                                                                     | inscrit    | 2000                  | Notice no PM67001418 |       |
| chaire à prêcher | Blaesheim               | église protestante                                                                                     | inscrit    | 2000                  | Notice no PM67001417 |       |
| tableau : Saint-Jean-Baptiste | Blaesheim               | église protestante                                                                                     | inscrit    | 2000                  | Notice no PM67001416 |       |
| tableau : Moïse et Aaron | Blaesheim               | église protestante                                                                                     | inscrit    | 2000                  | Notice no PM67001415 |       |
| croix de procession | Blienschwiller          | église catholique des Saints-Innocents ou Sainte-Marie                                                 | inscrit    | 1996                  | Notice no PM67001574 |       |
| deux confessionnaux | Blienschwiller          | église catholique des Saints-Innocents ou Sainte-Marie                                                 | inscrit    | 1996                  | Notice no PM67001573 |       |
| chaire à prêcher | Blienschwiller          | église catholique des Saints-Innocents ou Sainte-Marie                                                 | inscrit    | 1996                  | Notice no PM67001572 |       |
| autel-retable latéral de l'Assomption, tableau : Assomption de la Vierge et tondo : Saint-Louis de Gonzague | Blienschwiller          | église catholique des Saints-Innocents ou Sainte-Marie                                                 | inscrit    | 1996                  | Notice no PM67001571 |       |
| autel-retable latéral du Baptême du Christ, tableau : Baptême du Christ et tondo : Saint-Joseph et Jésus enfant | Blienschwiller          | église catholique des Saints-Innocents ou Sainte-Marie                                                 | inscrit    | 1996                  | Notice no PM67001570 |       |
| tableau : Le Massacre des Saints Innocents | Blienschwiller          | église catholique des Saints-Innocents ou Sainte-Marie                                                 | inscrit    | 1996                  | Notice no PM67001569 |       |
| orgue : buffet d'orgue | Blienschwiller          | église catholique des Saints-Innocents ou Sainte-Marie                                                 | inscrit    | 1996                  | Notice no PM67000996 |       |
| orgue | Blienschwiller          | église catholique des Saints-Innocents ou Sainte-Marie                                                 | inscrit    | 1996                  | Notice no PM67000995 |       |
| cloche | Blienschwiller          | église catholique des Saints-Innocents ou Sainte-Marie                                                 | classé     | 1982                  | Notice no PM67000028 |       |
| tableau : glorification de Saint-Étienne | Boofzheim               | église paroissiale Saint-Étienne                                                                       | classé     | 1979                  | Notice no PM67000029 |       |
| orgue de tribune | Bossendorf              | église paroissiale Saint-Laurent                                                                       | classé     | 1977                  | Notice no PM67000997 |       |
| orgue de tribune : buffet d'orgue | Bossendorf              | église paroissiale Saint-Laurent                                                                       | classé     | 1977                  | Notice no PM67000031 |       |
| orgue de tribune : partie instrumentale de l'orgue | Bossendorf              | église paroissiale Saint-Laurent                                                                       | classé     | 1974                  | Notice no PM67000030 |       |
| orgue de tribune | Brumath                 | église protestante (ancien château)                                                                    | classé     | 1975                  | Notice no PM67001000 |       |
| orgue de tribune : buffet d'orgue | Brumath                 | église protestante (ancien château)                                                                    | classé     | 1975                  | Notice no PM67000035 |       |
| orgue de tribune : partie instrumentale de l'orgue | Brumath                 | église protestante (ancien château)                                                                    | classé     | 1973                  | Notice no PM67000034 |       |
| monument sépulcral d'Ana Clara Geyling d'Altheim née Wurmser de Vendenheim (17 décembre 1667, 6 juin 1722) | Buswiller               | église protestante                                                                                     | classé     | 1997                  | Notice no PM67000809 |       |
| monument sépulcral de Heinrich Dietrich Geyling d'Altheim | Buswiller               | église protestante                                                                                     | classé     | 1997                  | Notice no PM67000808 |       |
| monument sépulcral de Jacob Friedrich Wurmser de Vendenheim (15 aout 1665, +31 décembre 1718) | Buswiller               | église protestante                                                                                     | classé     | 1997                  | Notice no PM67000807 |       |
| monument sépulcral de Philippe Christophe Geyling d'Altheim (1654, +28 juillet 1705) | Buswiller               | église protestante                                                                                     | classé     | 1997                  | Notice no PM67000806 |       |
| dalle funéraire de Martha Salomé Geyling d'Altheim née Bocklin de Bocklinsau | Buswiller               | église protestante                                                                                     | classé     | 1997                  | Notice no PM67000805 |       |
| monument sépulcral d'Heinrich Wilhelm Geyling d'Altheim et de Christian Reinhardt Geyling d'Altheim | Buswiller               | église protestante                                                                                     | classé     | 1997                  | Notice no PM67000804 |       |
| calice et patène protestants, et leur boîte | Buswiller               | église protestante                                                                                     | classé     | 2012                  | Notice no PM67001840 |       |
| orgue : buffet d'orgue | Buswiller               | église protestante                                                                                     | inscrit    | 1996                  | Notice no PM67001125 |       |
| orgue | Buswiller               | église protestante                                                                                     | inscrit    | 1996                  | Notice no PM67001124 |       |
| cloche | Buswiller               | église protestante                                                                                     | inscrit    | 1996                  | Notice no PM67001593 |       |
| orgue | Butten                  | église protestante                                                                                     | classé     | 1981                  | Notice no PM67001001 |       |
| orgue : partie instrumentale de l'orgue | Butten                  | église protestante                                                                                     | classé     | 1981                  | Notice no PM67000036 |       |
| autel et retable secondaire avec Vierge de Pitié et tableau : Déposition de Croix | Châtenois               | Chapelle Sainte-Croix                                                                                  | inscrit    | 1998                  | Notice no PM67001487 |       |
| autel et retable secondaire avec Ecce Homo et tableau : Mise au tombeau | Châtenois               | Chapelle Sainte-Croix                                                                                  | inscrit    | 1998                  | Notice no PM67001486 |       |
| deux statues : anges | Châtenois               | Chapelle Sainte-Croix                                                                                  | inscrit    | 1998                  | Notice no PM67001485 |       |
| autel (maître-autel dit autel de la Croix), retable et trois statues dont celle du Christ en croix | Châtenois               | Chapelle Sainte-Croix                                                                                  | inscrit    | 1998                  | Notice no PM67001483 |       |
| banc de chœur | Châtenois               | Chapelle Sainte-Croix                                                                                  | inscrit    | 1998                  | Notice no PM67001556 |       |
| tronc | Châtenois               | Chapelle Sainte-Croix                                                                                  | inscrit    | 1998                  | Notice no PM67001555 |       |
| prie-Dieu | Châtenois               | Chapelle Sainte-Croix                                                                                  | inscrit    | 1998                  | Notice no PM67001554 |       |
| statue : Saint-Paul | Châtenois               | Chapelle Sainte-Croix                                                                                  | inscrit    | 1998                  | Notice no PM67001553 |       |
| statue : Saint-Pierre | Châtenois               | Chapelle Sainte-Croix                                                                                  | inscrit    | 1998                  | Notice no PM67001552 |       |
| statue : Saint-André (?) | Châtenois               | Chapelle Sainte-Croix                                                                                  | inscrit    | 1998                  | Notice no PM67001551 |       |
| statue : Saint-Cyriaque (?) | Châtenois               | Chapelle Sainte-Croix                                                                                  | inscrit    | 1998                  | Notice no PM67001550 |       |
| chaire à prêcher | Châtenois               | Chapelle Sainte-Croix                                                                                  | inscrit    | 1998                  | Notice no PM67001549 |       |
| ex-voto : Adoration des Mages | Châtenois               | Chapelle Sainte-Croix                                                                                  | inscrit    | 1998                  | Notice no PM67001548 |       |
| reliquaire de la Sainte-Croix avec boîte de reliquaire (étui) | Châtenois               | Chapelle Sainte-Croix                                                                                  | inscrit    | 1998                  | Notice no PM67001547 |       |
| quatre chandeliers d'autel | Châtenois               | Chapelle Sainte-Croix                                                                                  | inscrit    | 1998                  | Notice no PM67001484 |       |
| retable de l'Éducation de la Vierge et tableau : L'Éducation de la Vierge | Châtenois               | chapelle Sainte-Anne                                                                                   | inscrit    | 1998                  | Notice no PM67001546 |       |
| croix de procession | Châtenois               | église catholique Saint-Georges                                                                        | inscrit    | 1998                  | Notice no PM67001545 |       |
| quatre chandeliers | Châtenois               | église catholique Saint-Georges                                                                        | inscrit    | 1998                  | Notice no PM67001544 |       |
| six chandeliers d'autel | Châtenois               | église catholique Saint-Georges                                                                        | inscrit    | 1998                  | Notice no PM67001543 |       |
| calice et patène | Châtenois               | église catholique Saint-Georges                                                                        | inscrit    | 1998                  | Notice no PM67001542 |       |
| statue de procession : Saint-Georges terrassant le dragon | Châtenois               | église catholique Saint-Georges                                                                        | inscrit    | 1998                  | Notice no PM67001541 |       |
| statue : Saint-Urbain | Châtenois               | église catholique Saint-Georges                                                                        | inscrit    | 1998                  | Notice no PM67001540 |       |
| statue : Saint-Arbogast (?) | Châtenois               | église catholique Saint-Georges                                                                        | inscrit    | 1998                  | Notice no PM67001539 |       |
| statue : Saint-Laurent | Châtenois               | église catholique Saint-Georges                                                                        | inscrit    | 1998                  | Notice no PM67001538 |       |
| statue : Saint-Étienne | Châtenois               | église catholique Saint-Georges                                                                        | inscrit    | 1998                  | Notice no PM67001537 |       |
| statue équestre de Saint-Georges | Châtenois               | église catholique Saint-Georges                                                                        | inscrit    | 1995                  | Notice no PM67001597 |       |
| fonts baptismaux | Châtenois               | église catholique Saint-Georges                                                                        | inscrit    | 1995                  | Notice no PM67001596 |       |
| deux tableaux provenant des autels-retables secondaires : Sainte Famille et Saint-Sébastien | Châtenois               | église catholique Saint-Georges                                                                        | inscrit    | 1995                  | Notice no PM67001595 |       |
| ensemble de deux autels-retables secondaires (autel de la Nativité de la Vierge et autel de l'Assomption et du couronnement de la Vierge) | Châtenois               | église catholique Saint-Georges                                                                        | inscrit    | 1995                  | Notice no PM67001594 |       |
| orgue de tribune | Châtenois               | église catholique Saint-Georges                                                                        | classé     | 1975                  | Notice no PM67001002 |       |
| orgue de tribune : buffet d'orgue | Châtenois               | église catholique Saint-Georges                                                                        | classé     | 1975                  | Notice no PM67000040 |       |
| orgue de tribune : partie instrumentale de l'orgue | Châtenois               | église catholique Saint-Georges                                                                        | classé     | 1973                  | Notice no PM67000039 |       |
| 2 reliefs, cadre : la Nativité et l'Adoration des Mages | Châtenois               | église catholique Saint-Georges                                                                        | classé     | 1995                  | Notice no PM67000734 |       |
| croix de procession | Châtenois               | église catholique Saint-Georges                                                                        | classé     | 1978                  | Notice no PM67000038 |       |
| 2 bas-reliefs : Nativité, Assomption de la Vierge | Châtenois               | église catholique Saint-Georges                                                                        | classé     | 1978                  | Notice no PM67000037 |       |
| groupe sculpté du Saint-Sépulcre : Saintes femmes au tombeau du Christ (Les) | Châtenois               | maison mortuaire, église catholique Saint-Georges                                                      | classé     | 1995                  | Notice no PM67000735 |       |
| 2 aiguières de communion | Cosswiller              | église protestante                                                                                     | classé     | 2012                  | Notice no PM67001841 |       |
| statue : Christ en croix | Dachstein               | église paroissiale Saint-Martin                                                                        | inscrit    | 1988                  | Notice no PM67001219 |       |
| fonts baptismaux | Dachstein               | église paroissiale Saint-Martin                                                                        | inscrit    | 1988                  | Notice no PM67001218 |       |
| orgue de tribune : buffet d'orgue ; tribune d'orgue | Dachstein               | église paroissiale Saint-Martin                                                                        | inscrit    | 1988                  | Notice no PM67001004 |       |
| orgue de tribune | Dachstein               | église paroissiale Saint-Martin                                                                        | inscrit    | 1988                  | Notice no PM67001003 |       |
| buffet d'orgue : partie instrumentale de l'orgue | Dachstein               | église paroissiale Saint-Martin                                                                        | classé     | 1996                  | Notice no PM67000737 |       |
| statue, socle : Vierge de Pitié | Dachstein               | église paroissiale Saint-Martin                                                                        | classé     | 1995                  | Notice no PM67000736 |       |
| chaire à prêcher | Dachstein               | église paroissiale Saint-Martin                                                                        | classé     | 1991                  | Notice no PM67000539 |       |
| statue : Saint-Sébastien | Dachstein               | église paroissiale Saint-Martin                                                                        | classé     | 1977                  | Notice no PM67000043 |       |
| autel, tabernacle, retable, 10 statues (maître-autel) : Saint-Materne, Saint-Wendelin, Saint-Martin, Sainte-Anne, Saint-Joachim, Vierge (la), anges (2)                                                                                                   | Dachstein               | église paroissiale Saint-Martin                                                                        | classé     | 1977                  | Notice no PM67000042 |       |
| 2 autels, 2 retables, 2 statues (autels secondaires) : Vierge à l'Enfant, Sainte-Ursule, Dieu le Père | Dachstein               | église paroissiale Saint-Martin                                                                        | classé     | 1977                  | Notice no PM67000041 |       |
| chaire à prêcher | Dahlenheim              | église catholique Saint-Blaise                                                                         | inscrit    | 1997                  | Notice no PM67001220 |       |
| autel et retable de Saint-Blaise et des saints Intercesseurs, statue : Saint-Blaise, statuettes : Dix saints Intercesseurs | Dahlenheim              | église catholique Saint-Blaise                                                                         | classé     | 1999                  | Notice no PM67000821 |       |
| autel et retable de la Vierge, groupe sculpté : Vierge à l'Enfant | Dahlenheim              | église catholique Saint-Blaise                                                                         | classé     | 1999                  | Notice no PM67000820 |       |
| autel, tabernacle, retable, 2 statues : Saint-Jacques, Saint-Joseph, tableau : L'Apothéose de Saint-Blaise (maître-autel) | Dahlenheim              | église catholique Saint-Blaise                                                                         | classé     | 1999                  | Notice no PM67000819 |       |
| calice protestant | Dalhunden               | église protestante                                                                                     | classé     | 1978                  | Notice no PM67000044 |       |
| orgue de tribune | Dangolsheim             | église Saint-Pancrace                                                                                  | classé     | 1981                  | Notice no PM67001005 |       |
| orgue de tribune : partie instrumentale de l'orgue | Dangolsheim             | église Saint-Pancrace                                                                                  | classé     | 1981                  | Notice no PM67000046 |       |
| orgue de tribune : buffet d'orgue | Dettwiller              | église simultanée Saint-Jacques-le-Majeur                                                              | inscrit    | 1982                  | Notice no PM67001007 |       |
| orgue de tribune | Dettwiller              | église simultanée Saint-Jacques-le-Majeur                                                              | inscrit    | 1982                  | Notice no PM67001006 |       |
| orgue de tribune : partie instrumentale de l'orgue | Dettwiller              | église simultanée Saint-Jacques-le-Majeur                                                              | classé     | 1980                  | Notice no PM67000048 |       |
| maître-autel Saint-Laurent | Dieffenbach-au-Val      | église catholique Saint-Laurent                                                                        | inscrit    | 1995                  | Notice no PM67001227 |       |
| autel de la Vierge (autel latéral gauche) | Dieffenbach-au-Val      | église catholique Saint-Laurent                                                                        | inscrit    | 1995                  | Notice no PM67001226 |       |
| autel de Saint-Joseph (autel latéral droit) | Dieffenbach-au-Val      | église catholique Saint-Laurent                                                                        | inscrit    | 1995                  | Notice no PM67001225 |       |
| statue : Christ en croix | Dieffenbach-au-Val      | église catholique Saint-Laurent                                                                        | inscrit    | 1988                  | Notice no PM67001229 |       |
| chaire à prêcher | Dieffenbach-au-Val      | église catholique Saint-Laurent                                                                        | inscrit    | 1988                  | Notice no PM67001228 |       |
| groupe sculpté : Vierge de Pitié | Donnenheim              | église catholique Saint-Bernard                                                                        | inscrit    | 1998                  | Notice no PM67001557 |       |
| cloche | Donnenheim              | église catholique Saint-Bernard                                                                        | inscrit    | 1996                  | Notice no PM67001598 |       |
| chaire à prêcher | Donnenheim              | église catholique Sainte-Marie                                                                         | inscrit    | 1974                  | Notice no PM67001231 |       |
| maître-autel, six chandeliers et une croix d'autel (crucifix) | Donnenheim              | église catholique Sainte-Marie                                                                         | inscrit    | 1974                  | Notice no PM67001230 |       |
| haut-relief : calvaire, Sainte-Face | Donnenheim              | église paroissiale catholique Sainte-Marie, Saint-Bernard-Abbé                                         | classé     | 1975                  | Notice no PM67000047 |       |
| aiguière de communion | Drachenbronn-Birlenbach | église protestante                                                                                     | classé     | 2012                  | Notice no PM67001844 |       |
| calice protestant | Drachenbronn-Birlenbach | église protestante                                                                                     | classé     | 2012                  | Notice no PM67001843 |       |
| aiguière de communion | Drachenbronn-Birlenbach | église protestante de Birlenbach                                                                       | classé     | 2012                  | Notice no PM67001842 |       |
| dalle funéraire de Jean Georges de Dahn | Drachenbronn-Birlenbach | église protestante de Birlenbach                                                                       | classé     | 1998                  | Notice no PM67000813 |       |
| cloche | Drulingen               | église protestante                                                                                     | inscrit    | 1995                  | Notice no PM67001600 |       |
| cloche | Drulingen               | église protestante                                                                                     | inscrit    | 1995                  | Notice no PM67001599 |       |
| boîte à hosties protestante | Duntzenheim             | église protestante                                                                                     | classé     | 2012                  | Notice no PM67001845 |       |
| ensemble de quatre confessionnaux | Ebersheim               | église paroissiale Saint-Martin                                                                        | inscrit    | 1988                  | Notice no PM67001242 |       |
| chemin de croix intérieur | Ebersheim               | église paroissiale Saint-Martin                                                                        | inscrit    | 1988                  | Notice no PM67001241 |       |
| groupe sculpté : Calvaire | Ebersheim               | église paroissiale Saint-Martin                                                                        | inscrit    | 1988                  | Notice no PM67001240 |       |
| statue : Christ en croix | Ebersheim               | église paroissiale Saint-Martin                                                                        | inscrit    | 1988                  | Notice no PM67001239 |       |
| tableau : Vierge à l'Enfant | Ebersheim               | église paroissiale Saint-Martin                                                                        | inscrit    | 1988                  | Notice no PM67001238 |       |
| fonts baptismaux | Ebersheim               | église paroissiale Saint-Martin                                                                        | inscrit    | 1988                  | Notice no PM67001237 |       |
| groupe sculpté : Vierge de Pitié | Ebersheim               | église paroissiale Saint-Martin                                                                        | inscrit    | 1988                  | Notice no PM67001236 |       |
| ensemble de quatorze chandeliers et de deux croix d'autel (crucifix) | Ebersheim               | église paroissiale Saint-Martin                                                                        | inscrit    | 1988                  | Notice no PM67001235 |       |
| ensemble de deux bénitiers | Ebersheim               | église paroissiale Saint-Martin                                                                        | inscrit    | 1988                  | Notice no PM67001234 |       |
| ensemble de deux reliquaires | Ebersheim               | église paroissiale Saint-Martin                                                                        | inscrit    | 1988                  | Notice no PM67001233 |       |
| orgue de tribune | Ebersheim               | église paroissiale Saint-Martin                                                                        | classé     | 1977                  | Notice no PM67001008 |       |
| orgue de tribune : buffet d'orgue | Ebersheim               | église paroissiale Saint-Martin                                                                        | classé     | 1977                  | Notice no PM67000049 |       |
| meuble de sacristie | Ebersheim               | église paroissiale Saint-Martin                                                                        | classé     | 1995                  | Notice no PM67000742 |       |
| fonts baptismaux | Ebersheim               | église paroissiale Saint-Martin                                                                        | classé     | 1995                  | Notice no PM67000741 |       |
| lambris de revêtement (chœur) | Ebersheim               | église paroissiale Saint-Martin                                                                        | classé     | 1995                  | Notice no PM67000740 |       |
| fonts baptismaux | Ebersheim               | église paroissiale Saint-Martin                                                                        | classé     | 1991                  | Notice no PM67000569 |       |
| meuble de sacristie | Ebersheim               | église paroissiale Saint-Martin                                                                        | classé     | 1991                  | Notice no PM67000568 |       |
| lambris de demi-revêtement | Ebersheim               | église paroissiale Saint-Martin                                                                        | classé     | 1991                  | Notice no PM67000567 |       |
| 2 autels, 2 retables, 2 tableaux, 4 statues (autels secondaires) : Annonciation, Saint-Antoine de Padoue, la Mort de Saint-Joseph avec le Christ, la Vierge et trois anges, Sainte-Barbe, Sainte-Anne, Saint-Joachim, Sainte-Marguerite, Sainte-Catherine | Ebersheim               | église paroissiale Saint-Martin                                                                        | classé     | 1991                  | Notice no PM67000541 |       |
| autel, tabernacle, retable, tableau, 2 statues (maître-autel, autel tombeau) : apothéose de Saint-Martin, Saint-Nicolas, Saint-Ambroise de Milan (?) | Ebersheim               | église paroissiale Saint-Martin                                                                        | classé     | 1991                  | Notice no PM67000540 |       |
| orgue de tribune | Ebersmunster            | abbaye de bénédictins, église paroissiale Saint-Maurice                                                | classé     | 1972                  | Notice no PM67001009 |       |
| orgue de tribune : partie instrumentale de l'orgue | Ebersmunster            | abbaye de bénédictins, église paroissiale Saint-Maurice                                                | classé     | 1971                  | Notice no PM67000586 |       |
| orgue de tribune : buffet d'orgue ; garde corps de tribune (balustrade) | Ebersmunster            | abbaye de bénédictins, église paroissiale Saint-Maurice                                                | classé     | 1972                  | Notice no PM67000585 |       |
| statue (statuette) : Saint-Jean-Baptiste | Ebersmunster            | abbaye de bénédictins, église paroissiale Saint-Maurice                                                | classé     | 1979                  | Notice no PM67000584 |       |
| autel, retable, 2 tableaux (autel secondaire) : Déploration, de la Croix | Ebersmunster            | abbaye de bénédictins, église paroissiale Saint-Maurice                                                | classé     | 1979                  | Notice no PM67000583 |       |
| autel, retable, 2 tableaux (autel secondaire) : Sainte-Odile, Saint-Joseph et l'enfant, de Sainte-Odile | Ebersmunster            | abbaye de bénédictins, église paroissiale Saint-Maurice                                                | classé     | 1979                  | Notice no PM67000582 |       |
| autel, retable, 2 tableaux, 2 statues (autel secondaire) : Saint-Gilles, Saint-Sébastien, Saint-Nicolas, de Saint-Gilles | Ebersmunster            | abbaye de bénédictins, église paroissiale Saint-Maurice                                                | classé     | 1979                  | Notice no PM67000581 |       |
| autel, retable, 2 tableaux (autel secondaire) : Christ en croix, de Saint-Benoît | Ebersmunster            | abbaye de bénédictins, église paroissiale Saint-Maurice                                                | classé     | 1979                  | Notice no PM67000064 |       |
| autel, retable, 2 tableaux (autel secondaire) : Sainte-Scholastique, Immaculée Conception, de Sainte-Scholastique | Ebersmunster            | abbaye de bénédictins, église paroissiale Saint-Maurice                                                | classé     | 1979                  | Notice no PM67000063 |       |
| autel, retable, statue, groupe sculpté, 2 tableaux (autel secondaire), de Saint-Oswald | Ebersmunster            | abbaye de bénédictins, église paroissiale Saint-Maurice                                                | classé     | 1979                  | Notice no PM67000062 |       |
| croix d'autel, 6 chandeliers d'autel, 4 reliquaires (vitrines reliquaires) | Ebersmunster            | abbaye de bénédictins, église paroissiale Saint-Maurice                                                | classé     | 1979                  | Notice no PM67000061 |       |
| autel, retable, 3 tableaux (maître-autel) : Notre-Dame du Mont Carmel remettant au bienheureux Simon stock le scapulaire, Adoration des Mages, apothéose de Saint-Maurice, de Saint-Maurice                                                               | Ebersmunster            | abbaye de bénédictins, église paroissiale Saint-Maurice                                                | classé     | 1979                  | Notice no PM67000060 |       |
| tableau : Cène | Ebersmunster            | abbaye de bénédictins, église paroissiale Saint-Maurice                                                | classé     | 1979                  | Notice no PM67000059 |       |
| 30 bancs de fidèles | Ebersmunster            | abbaye de bénédictins, église paroissiale Saint-Maurice                                                | classé     | 1979                  | Notice no PM67000058 |       |
| tableau, cadre : Vierge à l'Enfant | Ebersmunster            | abbaye de bénédictins, église paroissiale Saint-Maurice                                                | classé     | 1979                  | Notice no PM67000057 |       |
| 3 tableaux et leurs cadres : Annonciation, Adoration des bergers, Jésus parmi les docteurs | Ebersmunster            | abbaye de bénédictins, église paroissiale Saint-Maurice                                                | classé     | 1979                  | Notice no PM67000056 |       |
| confessionnaux (12) | Ebersmunster            | abbaye de bénédictins, église paroissiale Saint-Maurice                                                | classé     | 1979                  | Notice no PM67000055 |       |
| chaire à prêcher | Ebersmunster            | abbaye de bénédictins, église paroissiale Saint-Maurice                                                | classé     | 1979                  | Notice no PM67000054 |       |
| stalles | Ebersmunster            | abbaye de bénédictins, église paroissiale Saint-Maurice                                                | classé     | 1979                  | Notice no PM67000053 |       |
| statue : Vierge à l'Enfant | Ebersmunster            | abbaye de bénédictins, église paroissiale Saint-Maurice                                                | classé     | 1979                  | Notice no PM67000052 |       |
| statue : Vierge à l'Enfant | Ebersmunster            | abbaye de bénédictins, église paroissiale Saint-Maurice                                                | classé     | 1979                  | Notice no PM67000051 |       |
| haut-relief (plat de Saint-Jean-Baptiste) | Ebersmunster            | abbaye de bénédictins, église paroissiale Saint-Maurice                                                | classé     | 1979                  | Notice no PM67000050 |       |
| cloche dite Heidenglockel | Eckartswiller           | église paroissiale Saint-Barthélémy                                                                    | classé     | 1982                  | Notice no PM67000587 |       |
| calice | Eckartswiller           | église paroissiale Saint-Barthélémy                                                                    | classé     | 1969                  | Notice no PM67000065 |       |
| 3 autels, 3 tableaux, 2 statues : Saint-Ignace, Saint-François Xavier (maître-autel et autels secondaires de la Vierge, de Saint-Wendelin, de Saint-Valentin)                                                                                             | Ergersheim              | chapelle Notre-Dame d'Altbronn                                                                         | classé     | 1982                  | Notice no PM67000588 |       |
| statue : Vierge à l'Enfant | Ergersheim              | chapelle Notre-Dame d'Altbronn                                                                         | classé     | 1979                  | Notice no PM67000067 |       |
| retable de l'autel | Ergersheim              | chapelle de Rimlen                                                                                     | inscrit    | 1976                  | Notice no PM67001601 |       |
| orgue de tribune | Ergersheim              | église Saint-Nicolas                                                                                   | classé     | 1973                  | Notice no PM67001010 |       |
| orgue de tribune : partie instrumentale de l'orgue | Ergersheim              | église Saint-Nicolas                                                                                   | classé     | 1973                  | Notice no PM67000066 |       |
| statue : Vierge à l'Enfant | Erstein                 | chapelle de la Vierge                                                                                  | inscrit    | 1997                  | Notice no PM67001280 |       |
| tableau : La Nativité | Erstein                 | chapelle de la Vierge                                                                                  | classé     | 1999                  | Notice no PM67000822 |       |
| chaire à prêcher (éléments) : abat-voix et rampe | Erstein                 | église catholique Saint-Martin                                                                         | inscrit    | 1997                  | Notice no PM67001605 |       |
| chaire à prêcher (élément) : cuve | Erstein                 | église catholique Saint-Martin                                                                         | inscrit    | 1997                  | Notice no PM67001604 |       |
| ensemble de deux porte-cierges de procession (bâtons porte-cierges) de la confrérie des pêcheurs | Erstein                 | église catholique Saint-Martin                                                                         | inscrit    | 1997                  | Notice no PM67001603 |       |
| ensemble de deux porte-cierges de procession (bâtons porte-cierges) de la confrérie des artisans et des journaliers | Erstein                 | église catholique Saint-Martin                                                                         | inscrit    | 1997                  | Notice no PM67001602 |       |
| tableau : Saint-Louis de Gonzague | Erstein                 | église catholique Saint-Martin                                                                         | inscrit    | 1997                  | Notice no PM67001252 |       |
| tableau : Saint-Ignace de Loyola | Erstein                 | église catholique Saint-Martin                                                                         | inscrit    | 1997                  | Notice no PM67001246 |       |
| statue : Christ en croix | Erstein                 | église catholique Saint-Martin                                                                         | inscrit    | 1997                  | Notice no PM67001245 |       |
| deux porte-cierges de procession : ensemble de deux bâtons porte-cierges de la confrérie des cordonniers et tailleurs | Erstein                 | église catholique Saint-Martin                                                                         | inscrit    | 1997                  | Notice no PM67001244 |       |
| autel (autel-retable) et tableau des 14 saints Intercesseurs | Erstein                 | église catholique Saint-Martin                                                                         | inscrit    | 1997                  | Notice no PM67001224 |       |
| autel (autel-retable) et tableau du Rosaire | Erstein                 | église catholique Saint-Martin                                                                         | inscrit    | 1997                  | Notice no PM67001223 |       |
| orgue de tribune | Erstein                 | église catholique Saint-Martin                                                                         | classé     | 1995                  | Notice no PM67001011 |       |
| horloge d'édifice | Erstein                 | église catholique Saint-Martin                                                                         | classé     | 2000                  | Notice no PM67000889 |       |
| calvaire : Le Christ en croix entre la Vierge et Saint-Jean | Erstein                 | église catholique Saint-Martin                                                                         | classé     | 1999                  | Notice no PM67000824 |       |
| 2 porte-cierge de procession de la confrérie des agriculteurs | Erstein                 | église catholique Saint-Martin                                                                         | classé     | 1999                  | Notice no PM67000823 |       |
| orgue de tribune : buffet d'orgue ; tribune d'orgue | Erstein                 | église catholique Saint-Martin                                                                         | classé     | 1995                  | Notice no PM67000739 |       |
| partie instrumentale de l'orgue | Erstein                 | église catholique Saint-Martin                                                                         | classé     | 1996                  | Notice no PM67000738 |       |
| série de quatre chandeliers d'autel | Erstein                 | presbytère catholique                                                                                  | inscrit    | 1997                  | Notice no PM67001255 |       |
| statue (statuette) : sainte? | Erstein                 | presbytère catholique                                                                                  | inscrit    | 1997                  | Notice no PM67001254 |       |
| statue (statuette) : Saint-Jean-Baptiste | Erstein                 | presbytère catholique                                                                                  | inscrit    | 1997                  | Notice no PM67001253 |       |
| statue : Sainte-Catherine de Sienne | Erstein                 | presbytère catholique                                                                                  | inscrit    | 1997                  | Notice no PM67001251 |       |
| statue : Saint-Dominique | Erstein                 | presbytère catholique                                                                                  | inscrit    | 1997                  | Notice no PM67001250 |       |
| relief d'applique : Dieu le Père | Erstein                 | presbytère catholique                                                                                  | inscrit    | 1997                  | Notice no PM67001249 |       |
| statue : Saint-pape Sixte (?) | Erstein                 | presbytère catholique                                                                                  | inscrit    | 1997                  | Notice no PM67001248 |       |
| statue : Vierge à l'Enfant | Erstein                 | presbytère catholique                                                                                  | inscrit    | 1997                  | Notice no PM67001247 |       |
| monument sépulcral, de Frédéric Casimir de Rathsamhausen | Eschau                  | couvent de bénédictines, actuellement église paroissiale Saint-Trophime                                | classé     | 1975                  | Notice no PM67000079 |       |
| monument sépulcral, de Samson Kieffer | Eschau                  | couvent de bénédictines, actuellement église paroissiale Saint-Trophime                                | classé     | 1975                  | Notice no PM67000078 |       |
| monument sépulcral : de Minelda Hueffel | Eschau                  | couvent de bénédictines, actuellement église paroissiale Saint-Trophime                                | classé     | 1975                  | Notice no PM67000077 |       |
| châsse : Sainte-Sophie, Saint-Osvald, Saint-Jean-Baptiste, Sainte-Catherine d'Alexandrie, Expulsion des marchands du Temple, Adoration des Mages, Mise au tombeau, Sainte-Sophie et ses trois filles, de Sainte-Sophie                                    | Eschau                  | couvent de bénédictines, actuellement église paroissiale Saint-Trophime                                | classé     | 1969                  | Notice no PM67000076 |       |
| tête (plat de Saint-Jean-Baptiste) | Eschau                  | couvent de bénédictines, actuellement église paroissiale Saint-Trophime                                | classé     | 1969                  | Notice no PM67000075 |       |
| groupe sculpté : Sainte-Sophie et ses trois enfants Sainte-foi Sainte-espérance et Sainte-Charité | Eschau                  | couvent de bénédictines, actuellement église paroissiale Saint-Trophime                                | classé     | 1969                  | Notice no PM67000074 |       |
| statue : Saint-Remi de Reims | Eschau                  | couvent de bénédictines, actuellement église paroissiale Saint-Trophime                                | classé     | 1969                  | Notice no PM67000073 |       |
| groupe sculpté : Saint-Christophe portant l'Enfant Jésus | Eschau                  | couvent de bénédictines, actuellement église paroissiale Saint-Trophime                                | classé     | 1969                  | Notice no PM67000072 |       |
| statue : Sainte-Barbe | Eschau                  | couvent de bénédictines, actuellement église paroissiale Saint-Trophime                                | classé     | 1969                  | Notice no PM67000071 |       |
| statue : Sainte-Catherine d'Alexandrie | Eschau                  | couvent de bénédictines, actuellement église paroissiale Saint-Trophime                                | classé     | 1969                  | Notice no PM67000070 |       |
| statue : Saint-Sébastien | Eschau                  | couvent de bénédictines, actuellement église paroissiale Saint-Trophime                                | classé     | 1969                  | Notice no PM67000069 |       |
| calice, patène | Eschau                  | couvent de bénédictines, actuellement église paroissiale Saint-Trophime                                | classé     | 1969                  | Notice no PM67000068 |       |
| statue : Saint-Trophime | Eschau                  | couvent de bénédictines, actuellement église paroissiale Saint-Trophime                                | inscrit    | 1974                  | Notice no PM67001256 |       |
| groupe sculpté : Vierge de douleur | Eschau                  | presbytère catholique                                                                                  | inscrit    | 1976                  | Notice no PM67001606 |       |
| cloche | Eschentzwiller          | église paroissiale                                                                                     | classé     | 1995                  | Notice no PM67000743 |       |
| tabernacle | Fegersheim              | chapelle Saint-Amand                                                                                   | classé     | 1975                  | Notice no PM67000083 |       |
| calice | Fegersheim              | église paroissiale catholique Saint-Maurice                                                            | inscrit    | 1992                  | Notice no PM67001263 |       |
| ensemble de six chandeliers | Fegersheim              | église paroissiale catholique Saint-Maurice                                                            |            |                       | Notice no PM67001262 |       |
| crédence : console-crédence | Fegersheim              | église paroissiale catholique Saint-Maurice                                                            | inscrit    | 1992                  | Notice no PM67001261 |       |
| 34 bancs de fidèles : jouées de bancs | Fegersheim              | église paroissiale catholique Saint-Maurice                                                            |            |                       | Notice no PM67001260 |       |
| statue : Saint-Maurice | Fegersheim              | église paroissiale catholique Saint-Maurice                                                            |            |                       | Notice no PM67001259 |       |
| groupe sculpté : Vierge de Pitié | Fegersheim              | église paroissiale catholique Saint-Maurice                                                            |            |                       | Notice no PM67001258 |       |
| groupe sculpté : Le Christ et Saint-Jean | Fegersheim              | église paroissiale catholique Saint-Maurice                                                            | inscrit    | 1992                  | Notice no PM67001257 |       |
| orgue de tribune | Fegersheim              | église paroissiale catholique Saint-Maurice                                                            | classé     | 1990                  | Notice no PM67001012 |       |
| 4 confessionnaux | Fegersheim              | église paroissiale catholique Saint-Maurice                                                            | classé     | 1995                  | Notice no PM67000744 |       |
| statue : Saint-Joseph et l'Enfant Jésus | Fegersheim              | église paroissiale catholique Saint-Maurice                                                            | classé     | 1992                  | Notice no PM67000681 |       |
| ostensoir, étui | Fegersheim              | église paroissiale catholique Saint-Maurice                                                            | classé     | 1992                  | Notice no PM67000590 |       |
| autel, retable, tableau (autel secondaire) : Sainte Parenté, Saint-Antoine de Padoue et l'Enfant Jésus, de Sainte-Anne | Fegersheim              | église paroissiale catholique Saint-Maurice                                                            | classé     | 1975                  | Notice no PM67000589 |       |
| garde-corps de tribune : thème du cantique des trois enfants | Fegersheim              | église paroissiale catholique Saint-Maurice                                                            | classé     | 1990                  | Notice no PM67000521 |       |
| orgue de tribune : buffet d'orgue | Fegersheim              | église paroissiale catholique Saint-Maurice                                                            | inscrit    | 1976                  | Notice no PM67000520 |       |
| 2 tableaux : Saint-Maurice, Dieu le Père entouré d'anges | Fegersheim              | église paroissiale catholique Saint-Maurice                                                            | classé     | 1975                  | Notice no PM67000462 |       |
| orgue de tribune : partie instrumentale de l'orgue | Fegersheim              | église paroissiale catholique Saint-Maurice                                                            | classé     | 1980                  | Notice no PM67000084 |       |
| autel, retable, tableau (autel secondaire) : Immaculée Conception, Annonciation, de la Vierge | Fegersheim              | église paroissiale catholique Saint-Maurice                                                            | classé     | 1975                  | Notice no PM67000082 |       |
| autel, tabernacle, retable (maître-autel) | Fegersheim              | église paroissiale catholique Saint-Maurice                                                            | classé     | 1975                  | Notice no PM67000081 |       |
| retable, 2 statues, groupe sculpté : Christ déposé de la Croix par Saint-François, Sainte-Thérèse d'Avila, Sainte-Catherine de Sienne | Fegersheim              | église paroissiale catholique Saint-Maurice                                                            | classé     | 1975                  | Notice no PM67000080 |       |
| statue : Vierge à l'Enfant | Fessenheim-le-Bas       | église catholique Saint-Martin                                                                         | inscrit    | 2003                  | Notice no PM67001264 |       |
| orgue de tribune | Forstfeld               | église paroissiale                                                                                     | classé     | 1995                  | Notice no PM67001013 |       |
| orgue de tribune : buffet d'orgue | Forstfeld               | église paroissiale                                                                                     | classé     | 1995                  | Notice no PM67000745 |       |
| cloche | Fouday                  | église protestante de Fouday                                                                           | inscrit    | 1999                  | Notice no PM67001610 |       |
| groupe sculpté : Dormition de la Vierge | Friedolsheim            | église catholique saint-Denis                                                                          | classé     | 2005                  | Notice no PM67000943 |       |
| statue (statuette) : Vierge à l'Enfant, dite Notre-Dame de Neunkirch | Friesenheim             | église Notre-Dame de Neunkirch                                                                         | classé     | 1991                  | Notice no PM67000591 |       |
| orgue de tribune | Frœschwiller            | église catholique Saint-Michel                                                                         | classé     | 1985                  | Notice no PM67001014 |       |
| orgue de tribune : partie instrumentale de l'orgue | Frœschwiller            | église catholique Saint-Michel                                                                         | classé     | 1985                  | Notice no PM67000085 |       |
| cloche | Furchhausen             | église protestante                                                                                     | inscrit    | 1996                  | Notice no PM67001568 |       |
| ex-voto, peinture : Vierge sauvant un navire en détresse | Geispolsheim            | chapelle Notre-Dame-des-Sept-Douleurs                                                                  | classé     | 1982                  | Notice no PM67000102 |       |
| ex-voto, peinture : Vierge de Pitié protégeant des enfants endormis | Geispolsheim            | chapelle Notre-Dame-des-Sept-Douleurs                                                                  | classé     | 1982                  | Notice no PM67000101 |       |
| statue (statuette) : Christ en croix | Geispolsheim            | chapelle Notre-Dame-des-Sept-Douleurs                                                                  | inscrit    | 1983                  | Notice no PM67001617 |       |
| statue (statuette) : Christ en croix | Geispolsheim            | chapelle Notre-Dame-des-Sept-Douleurs                                                                  | inscrit    | 1983                  | Notice no PM67001616 |       |
| haut-relief : tête de Saint-Jean-Baptiste | Geispolsheim            | chapelle Notre-Dame-des-Sept-Douleurs                                                                  | inscrit    | 1983                  | Notice no PM67001615 |       |
| tableau : Sainte-Apollonie d'Alexandrie | Geispolsheim            | chapelle Notre-Dame-des-Sept-Douleurs                                                                  | inscrit    | 1983                  | Notice no PM67001614 |       |
| tableau : Transfiguration | Geispolsheim            | chapelle Notre-Dame-des-Sept-Douleurs                                                                  | inscrit    | 1983                  | Notice no PM67001613 |       |
| tableau : Résurrection du Christ | Geispolsheim            | chapelle Notre-Dame-des-Sept-Douleurs                                                                  | inscrit    | 1983                  | Notice no PM67001612 |       |
| tableau : Saint-Wendelin | Geispolsheim            | chapelle Notre-Dame-des-Sept-Douleurs                                                                  | inscrit    | 1983                  | Notice no PM67001611 |       |
| ex-voto (dessin) : Adoration des bergers | Geispolsheim            | chapelle Notre-Dame-des-Sept-Douleurs                                                                  | inscrit    | 1983                  | Notice no PM67001609 |       |
| groupe sculpté : Vierge de Pitié | Geispolsheim            | chapelle Notre-Dame-des-Sept-Douleurs                                                                  | inscrit    | 1983                  | Notice no PM67001608 |       |
| demi-relief : Sainte-Face | Geispolsheim            | chapelle Notre-Dame-des-Sept-Douleurs                                                                  | inscrit    | 1983                  | Notice no PM67001607 |       |
| chasuble, étole et voile huméral | Geispolsheim            | église paroissiale catholique Sainte-Marguerite                                                        | inscrit    | 1983                  | Notice no PM67001632 |       |
| tableau : Sainte-Odile | Geispolsheim            | église paroissiale catholique Sainte-Marguerite                                                        | inscrit    | 1983                  | Notice no PM67001631 |       |
| tableau : Éducation de la Vierge | Geispolsheim            | église paroissiale catholique Sainte-Marguerite                                                        | inscrit    | 1983                  | Notice no PM67001630 |       |
| ostensoir | Geispolsheim            | église paroissiale catholique Sainte-Marguerite                                                        | inscrit    | 1983                  | Notice no PM67001629 |       |
| calice | Geispolsheim            | église paroissiale catholique Sainte-Marguerite                                                        | inscrit    | 1983                  | Notice no PM67001628 |       |
| monument funéraire de Jean Livio | Geispolsheim            | église paroissiale catholique Sainte-Marguerite                                                        | inscrit    | 1983                  | Notice no PM67001627 |       |
| statue de procession : Vierge à l'Enfant | Geispolsheim            | église paroissiale catholique Sainte-Marguerite                                                        | inscrit    | 1983                  | Notice no PM67001626 |       |
| statue : Saint-Sébastien | Geispolsheim            | église paroissiale catholique Sainte-Marguerite                                                        | inscrit    | 1983                  | Notice no PM67001625 |       |
| groupe sculpté : Vierge de Pitié | Geispolsheim            | église paroissiale catholique Sainte-Marguerite                                                        | inscrit    | 1983                  | Notice no PM67001624 |       |
| groupe sculpté : Pélican nourrissant ses petits | Geispolsheim            | église paroissiale catholique Sainte-Marguerite                                                        | inscrit    | 1983                  | Notice no PM67001623 |       |
| croix de procession : Christ en croix | Geispolsheim            | église paroissiale catholique Sainte-Marguerite                                                        | inscrit    | 1983                  | Notice no PM67001622 |       |
| statue : Christ en croix | Geispolsheim            | église paroissiale catholique Sainte-Marguerite                                                        | inscrit    | 1983                  | Notice no PM67001621 |       |
| meuble de sacristie : buffet de sacristie | Geispolsheim            | église paroissiale catholique Sainte-Marguerite                                                        | inscrit    | 1983                  | Notice no PM67001620 |       |
| meuble de sacristie | Geispolsheim            | église paroissiale catholique Sainte-Marguerite                                                        | inscrit    | 1983                  | Notice no PM67001619 |       |
| meuble de sacristie : armoire de sacristie encastrée | Geispolsheim            | église paroissiale catholique Sainte-Marguerite                                                        | inscrit    | 1983                  | Notice no PM67001618 |       |
| tableau : apothéose de Sainte-Marguerite | Geispolsheim            | église paroissiale catholique Sainte-Marguerite                                                        | classé     | 1982                  | Notice no PM67000580 |       |
| autel, retable, 2 tableaux (autel secondaire, autel tombeau, retable architecturé, tableau d'autel) : Martyre de Saint-Sébastien, Saint-Jean et Saint-Paul                                                                                                | Geispolsheim            | église paroissiale catholique Sainte-Marguerite                                                        | classé     | 1982                  | Notice no PM67000465 |       |
| cloche | Geispolsheim            | église paroissiale catholique Sainte-Marguerite                                                        | classé     | 1982                  | Notice no PM67000100 |       |
| 6 chandeliers d'autel | Geispolsheim            | église paroissiale catholique Sainte-Marguerite                                                        | classé     | 1982                  | Notice no PM67000099 |       |
| statue : Sainte-Marguerite d'Antioche | Geispolsheim            | église paroissiale catholique Sainte-Marguerite                                                        | classé     | 1982                  | Notice no PM67000098 |       |
| statue de procession, socle : Immaculée Conception | Geispolsheim            | église paroissiale catholique Sainte-Marguerite                                                        | classé     | 1982                  | Notice no PM67000097 |       |
| console | Geispolsheim            | église paroissiale catholique Sainte-Marguerite                                                        | classé     | 1982                  | Notice no PM67000096 |       |
| 4 confessionnaux | Geispolsheim            | église paroissiale catholique Sainte-Marguerite                                                        | classé     | 1982                  | Notice no PM67000095 |       |
| stalles | Geispolsheim            | église paroissiale catholique Sainte-Marguerite                                                        | classé     | 1982                  | Notice no PM67000094 |       |
| chaire à prêcher | Geispolsheim            | église paroissiale catholique Sainte-Marguerite                                                        | classé     | 1982                  | Notice no PM67000093 |       |
| autel, retable, 2 tableaux (autel secondaire, autel tombeau, retable architecturé, tableau d'autel) : Immaculée Conception, Saint-Joseph et l'Enfant Jésus                                                                                                | Geispolsheim            | église paroissiale catholique Sainte-Marguerite                                                        | classé     | 1982                  | Notice no PM67000092 |       |
| clôture de chœur (grille de communion) | Geispolsheim            | église paroissiale catholique Sainte-Marguerite                                                        | classé     | 1982                  | Notice no PM67000091 |       |
| autel, tabernacle, retable, baldaquin (maître-autel) | Geispolsheim            | église paroissiale catholique Sainte-Marguerite                                                        | classé     | 1982                  | Notice no PM67000090 |       |
| monument sépulcral, de François Antoine Streicher | Geispolsheim            | église paroissiale catholique Sainte-Marguerite                                                        | classé     | 1982                  | Notice no PM67000089 |       |
| monument sépulcral, d'Adam Kauffmann | Geispolsheim            | église paroissiale catholique Sainte-Marguerite                                                        | classé     | 1982                  | Notice no PM67000088 |       |
| monument sépulcral, de Jean Hartmann Eggs | Geispolsheim            | église paroissiale catholique Sainte-Marguerite                                                        | classé     | 1982                  | Notice no PM67000087 |       |
| statue : Curé d'Ars | Geispolsheim            | église catholique Sainte-Thérèse-de-l'Enfant-Jésus                                                     | inscrit    | 2002                  | Notice no PM67001266 |       |
| statue : Vierge à l'Enfant | Geispolsheim            | église catholique Sainte-Thérèse-de-l'Enfant-Jésus                                                     | inscrit    | 2002                  | Notice no PM67001265 |       |
| peinture monumentale | Geiswiller              | église protestante                                                                                     | classé     | 1982                  | Notice no PM67000592 |       |
| coupe, plat, boîte pour le pain de la communion (service de communion) | Geiswiller              | église protestante                                                                                     | classé     | 1978                  | Notice no PM67000086 |       |
| dalle funéraire : épitaphes | Gerstheim               | église protestante                                                                                     | inscrit    | 1981                  | Notice no PM67001633 |       |
| autel, retable, tabernacle, 2 tableaux (maître-autel) : Saint-Barthélémy, Sainte Famille | Gertwiller              | église paroissiale Saint-Barthélémy                                                                    | classé     | 1988                  | Notice no PM67000594 |       |
| 4 peintures murales : Jugement dernier, Adoration des Mages, dormition de la Vierge, Saint-Barthélémy et le roi Polinius, Saint-Barthélémy et Saint-Nicolas                                                                                               | Gertwiller              | église paroissiale Saint-Barthélémy                                                                    | classé     | 1982                  | Notice no PM67000593 |       |
| orgue de tribune | Gertwiller              | église protestante                                                                                     | classé     | 1995                  | Notice no PM67001015 |       |
| orgue de tribune : buffet d'orgue | Gertwiller              | église protestante                                                                                     | classé     | 1995                  | Notice no PM67000746 |       |
| monument funéraire de Marie Françoise Sophie Louise baronne Albertini d'Ichtersheim | Geudertheim             | église catholique Saint-Blaise                                                                         | inscrit    | 1995                  | Notice no PM67001635 |       |
| monument funéraire de François Joseph baron de Schauenbourg | Geudertheim             | église catholique Saint-Blaise                                                                         | inscrit    | 1995                  | Notice no PM67001634 |       |
| orgue de tribune | Gottenhouse             | église catholique                                                                                      | classé     | 1977                  | Notice no PM67001016 |       |
| orgue de tribune : buffet d'orgue | Gottenhouse             | église catholique                                                                                      | classé     | 1977                  | Notice no PM67000595 |       |
| orgue de tribune | Goxwiller               | église mixte Saint-Jean                                                                                | classé     | 1987                  | Notice no PM67001017 |       |
| orgue de tribune : partie instrumentale de l'orgue | Goxwiller               | église mixte Saint-Jean                                                                                | classé     | 1987                  | Notice no PM67000108 |       |
| autel, retable, haut-relief (maître-autel) : la Trinité | Goxwiller               | église paroissiale de luthériens Saint-Jean-à-la-Porte-Latine devenue temple, actuellement Simultaneum | classé     | 1982                  | Notice no PM67000107 |       |
| tableau : La Pentecôte | Grendelbruch            | église Saint-Philippe et Saint-Jacques                                                                 | inscrit    | 1996                  | Notice no PM67001275 |       |
| tableau : L'Ascension | Grendelbruch            | église Saint-Philippe et Saint-Jacques                                                                 | inscrit    | 1996                  | Notice no PM67001274 |       |
| tableau : La Résurrection | Grendelbruch            | église Saint-Philippe et Saint-Jacques                                                                 | inscrit    | 1996                  | Notice no PM67001273 |       |
| tableau : Le Couronnement d'épines | Grendelbruch            | église Saint-Philippe et Saint-Jacques                                                                 | inscrit    | 1996                  | Notice no PM67001272 |       |
| tableau : La Flagellation du Christ | Grendelbruch            | église Saint-Philippe et Saint-Jacques                                                                 | inscrit    | 1996                  | Notice no PM67001271 |       |
| tableau : Jésus au Mont des Oliviers | Grendelbruch            | église Saint-Philippe et Saint-Jacques                                                                 | inscrit    | 1996                  | Notice no PM67001270 |       |
| tableau : Jésus et les docteurs | Grendelbruch            | église Saint-Philippe et Saint-Jacques                                                                 | inscrit    | 1996                  | Notice no PM67001269 |       |
| tableau : Les évangélistes Saint-Luc et Saint-Jean | Grendelbruch            | église Saint-Philippe et Saint-Jacques                                                                 | inscrit    | 1996                  | Notice no PM67001268 |       |
| tableau : Les évangélistes Saint-Matthieu et Saint-Marc | Grendelbruch            | église Saint-Philippe et Saint-Jacques                                                                 | inscrit    | 1996                  | Notice no PM67001267 |       |
| groupe sculpté : le tombeau du Christ | Gresswiller             | cimetière                                                                                              | classé     | 1982                  | Notice no PM67000596 |       |
| orgue de tribune | Gries                   | église protestante                                                                                     | classé     | 1977                  | Notice no PM67001018 |       |
| orgue de tribune : buffet d'orgue | Gries                   | église protestante                                                                                     | classé     | 1977                  | Notice no PM67000104 |       |
| orgue de tribune : partie instrumentale de l'orgue | Gries                   | église protestante                                                                                     | classé     | 1986                  | Notice no PM67000103 |       |
| statue (statuette) : Vierge de l'Immaculée-Conception | Griesheim-près-Molsheim | église catholique Saint-Alexis                                                                         | inscrit    | 1997                  | Notice no PM67001279 |       |
| statue-reliquaire (statuette-reliquaire) : Vierge de l'Immaculée-Conception | Griesheim-près-Molsheim | église catholique Saint-Alexis                                                                         | inscrit    | 1997                  | Notice no PM67001278 |       |
| statue : Saint-Alexis | Griesheim-près-Molsheim | église catholique Saint-Alexis                                                                         | inscrit    | 1997                  | Notice no PM67001277 |       |
| fonts baptismaux | Griesheim-près-Molsheim | église catholique Saint-Alexis                                                                         | inscrit    | 1997                  | Notice no PM67001276 |       |
| orgue de tribune | Griesheim-sur-Souffel   | église Saint-Pancrace                                                                                  | classé     | 1977                  | Notice no PM67001019 |       |
| orgue de tribune : buffet d'orgue | Griesheim-sur-Souffel   | église Saint-Pancrace                                                                                  | classé     | 1977                  | Notice no PM67000105 |       |
| orgue de tribune : buffet d'orgue | Gunstett                | église paroissiale Saint-Michel                                                                        | inscrit    | 1982                  | Notice no PM67001021 |       |
| orgue de tribune | Gunstett                | église paroissiale Saint-Michel                                                                        | inscrit    | 1982                  | Notice no PM67001020 |       |
| orgue de tribune : partie instrumentale de l'orgue | Gunstett                | église paroissiale Saint-Michel                                                                        | classé     | 1981                  | Notice no PM67000106 |       |
| bas-relief : Jardin des oliviers | Handschuheim            | église protestante                                                                                     | classé     | 1978                  | Notice no PM67000120 |       |
| statue : Vierge à l'Enfant | Hangenbieten            | église                                                                                                 | classé     | 1978                  | Notice no PM67000121 |       |
| tableau et son cadre : Crucifixion | Hangenbieten            | église catholique Saint-Brice                                                                          | inscrit    | 2003                  | Notice no PM67001503 |       |
| autel protestant, chaire pastorale | Harskirchen             | église protestante                                                                                     | classé     | 1977                  | Notice no PM67000123 |       |
| orgue de tribune | Harskirchen             | église protestante                                                                                     | classé     | 1977                  | Notice no PM67001023 |       |
| orgue de tribune : buffet d'orgue | Harskirchen             | église protestante                                                                                     | classé     | 1977                  | Notice no PM67000122 |       |
| orgue de tribune : partie instrumentale de l'orgue | Hessenheim              | église Saint-Laurent                                                                                   | classé     | 2010                  | Notice no PM67001137 |       |
| orgue de tribune | Hessenheim              | église Saint-Laurent                                                                                   | classé     | 1977                  | Notice no PM67001024 |       |
| orgue de tribune : buffet d'orgue | Hessenheim              | église Saint-Laurent                                                                                   | classé     | 1977                  | Notice no PM67000124 |       |
| statue : Vierge à l'Enfant | Hindisheim              | chapelle de la Vierge                                                                                  | classé     | 1979                  | Notice no PM67000604 |       |
| retable (retable architecturé), du maître-autel | Hindisheim              | chapelle de la Vierge                                                                                  | classé     | 1979                  | Notice no PM67000126 |       |
| statue de procession : Vierge à l'Enfant | Hindisheim              | chapelle de la Vierge                                                                                  | classé     | 1979                  | Notice no PM67000125 |       |
| cloche | Hochfelden              | chapelle Saint-Wendelin                                                                                | classé     | 1982                  | Notice no PM67000605 |       |
| chaire à prêcher | Hochfelden              | chapelle Saint-Wendelin                                                                                | classé     | 1985                  | Notice no PM67000132 |       |
| tableau, cadre : Saint-Wendelin | Hochfelden              | chapelle Saint-Wendelin                                                                                | classé     | 1985                  | Notice no PM67000130 |       |
| autel, tabernacle, baldaquin, 7 statues (maître-autel) : Saint-Wendelin, Saint-Jean-Baptiste, Saint-Urbain, putti (4) | Hochfelden              | chapelle Saint-Wendelin                                                                                | classé     | 1985                  | Notice no PM67000129 |       |
| 2 tableaux et leurs cadres : Résurrection du Christ, Saint-Esprit | Hochfelden              | chapelle Saint-Wendelin                                                                                | classé     | 1985                  | Notice no PM67000128 |       |
| fonts baptismaux | Hochfelden              | chapelle Saint-Wendelin                                                                                | classé     | 1985                  | Notice no PM67000127 |       |
| orgue de tribune : buffet d'orgue | Hochfelden              | église paroissiale Saint-Pierre Saint-Paul                                                             | inscrit    | 1985                  | Notice no PM67001026 |       |
| orgue de tribune | Hochfelden              | église paroissiale Saint-Pierre Saint-Paul                                                             | inscrit    | 1985                  | Notice no PM67001025 |       |
| orgue de tribune : partie instrumentale de l'orgue | Hochfelden              | église paroissiale Saint-Pierre Saint-Paul                                                             | classé     | 1978                  | Notice no PM67000131 |       |
| monument funéraire du prêteur royal Jean-Baptiste Klinglin et de son épouse Marie-Anne Françoise Weinemer | Hœnheim                 | chapelle Saint-Jean                                                                                    | inscrit    | 1998                  | Notice no PM67001559 |       |
| dalle funéraire de Maria Elisabeth von Uttenheim née von Degenfeld | Hœnheim                 | chapelle Saint-Jean                                                                                    | inscrit    | 1998                  | Notice no PM67001558 |       |
| revêtement mural : scènes de la vie militaire du XVIIe siècle | Hœrdt                   | auberge, ferme                                                                                         | classé     | 1985                  | Notice no PM67000606 |       |
| orgue de tribune | Hœrdt                   | église paroissiale Saint-Sixte                                                                         | classé     | 1977                  | Notice no PM67001027 |       |
| orgue de tribune : partie instrumentale de l'orgue | Hœrdt                   | église paroissiale Saint-Sixte                                                                         | classé     | 1980                  | Notice no PM67000137 |       |
| orgue de tribune : buffet d'orgue | Hœrdt                   | église paroissiale Saint-Sixte                                                                         | classé     | 1977                  | Notice no PM67000136 |       |
| patène protestante | Hœrdt                   | église protestante                                                                                     | classé     | 1978                  | Notice no PM67000135 |       |
| boîte pour le pain de la communion | Hœrdt                   | église protestante                                                                                     | classé     | 1978                  | Notice no PM67000134 |       |
| 4 aiguières de communion | Hœrdt                   | église protestante                                                                                     | classé     | 1978                  | Notice no PM67000133 |       |
| orgue de tribune : buffet d'orgue | Hœrdt                   | église protestante                                                                                     | inscrit    | 1976                  | Notice no PM67001029 |       |
| orgue de tribune | Hœrdt                   | église protestante                                                                                     | inscrit    | 1976                  | Notice no PM67001028 |       |
| orgue de tribune : partie instrumentale de l'orgue | Hœrdt                   | église protestante                                                                                     | classé     | 1980                  | Notice no PM67000602 |       |
| orgue de tribune : buffet d'orgue | Hoffen                  | église protestante                                                                                     | inscrit    | 1976                  | Notice no PM67001120 |       |
| orgue de tribune | Hoffen                  | église protestante                                                                                     | inscrit    | 1976                  | Notice no PM67001119 |       |
| groupe sculpté : Vierge de Pitié (La) | Hohatzenheim            | église paroissiale Saint-Pierre-et-Saint-Paul                                                          | classé     | 1997                  | Notice no PM67000788 |       |
| chaire à prêcher | Huttendorf              | église paroissiale Saint-Vincent                                                                       | inscrit    | 1976                  | Notice no PM67001650 |       |
| deux autels secondaires, deux retables et deux statues | Huttendorf              | église paroissiale Saint-Vincent                                                                       | inscrit    | 1976                  | Notice no PM67001649 |       |
| autel, tabernacle, retable, 2 tableaux : le Couronnement de la Vierge, Adoration des Mages, 2 statues (petite nature) : Saint-Vincent, Saint-Urbain (maître-autel)                                                                                        | Huttendorf              | église paroissiale Saint-Vincent                                                                       | classé     | 1977                  | Notice no PM67000140 |       |
| statue : Saint-Joachim | Huttenheim              | chapelle Notre-Dame du Grasweg                                                                         | inscrit    | 2000                  | Notice no PM67001424 |       |
| statue : Sainte-Anne | Huttenheim              | chapelle Notre-Dame du Grasweg                                                                         | inscrit    | 2000                  | Notice no PM67001423 |       |
| statue : Saint-Adelphe ? | Huttenheim              | chapelle Notre-Dame du Grasweg                                                                         | inscrit    | 2000                  | Notice no PM67001422 |       |
| groupe sculpté : Vierge de Pitié dite Notre-Dame du Grasweg | Huttenheim              | chapelle Notre-Dame du Grasweg, oratoire du cimetière                                                  | inscrit    | 2000                  | Notice no PM67001421 |       |
| statue : Vierge à l'Enfant assise | Huttenheim              | chapelle Notre-Dame du Grasweg                                                                         | classé     | 1967                  | Notice no PM67000139 |       |
| tableau : Saint-François d'Assise | Huttenheim              | église paroissiale Saint-Adelphe                                                                       | inscrit    | 2000                  | Notice no PM67001426 |       |
| tableau : Saint-Antoine de Padoue | Huttenheim              | église paroissiale Saint-Adelphe                                                                       | inscrit    | 2000                  | Notice no PM67001425 |       |
| tabernacle : le Bon Pasteur | Huttenheim              | église paroissiale Saint-Adelphe                                                                       | classé     | 1975                  | Notice no PM67000138 |       |
| statue : Vierge à l'Enfant | Illkirch-Graffenstaden  | église catholique Notre-Dame-de-la-Paix                                                                | inscrit    | 2003                  | Notice no PM67001507 |       |
| quatre verrières : Vie du Christ | Illkirch-Graffenstaden  | église protestante                                                                                     | inscrit    | 2003                  | Notice no PM67001506 |       |
| cloche Saint-Symphorien et Sainte-Catherine | Illkirch-Graffenstaden  | église protestante                                                                                     | inscrit    | 2003                  | Notice no PM67001505 |       |
| bas-relief (fragment d'un tympan?) : Christ bénissant | Illkirch-Graffenstaden  | église protestante                                                                                     | inscrit    | 2003                  | Notice no PM67001504 |       |
| chaire pastorale | Ingwiller               | église protestante                                                                                     | classé     | 1970                  | Notice no PM67000142 |       |
| fonts baptismaux | Ingwiller               | église paroissiale Sainte-Madeleine                                                                    | classé     | 1970                  | Notice no PM67000141 |       |
| plaque commémorative (plaque avec inscription commémorative) | Ingwiller               | hôtel de ville                                                                                         | inscrit    | 1993                  | Notice no PM67001651 |       |
| cloche du Roi de Rome | Ingwiller               | hôtel de ville                                                                                         | inscrit    | 1990                  | Notice no PM67001281 |       |
| maître-autel | Innenheim               | église catholique Saint-Martin                                                                         | inscrit    | 1988                  | Notice no PM67001282 |       |
| statue : Sainte-martyre | Innenheim               | église catholique Saint-Martin                                                                         | inscrit    | 1986                  | Notice no PM67001654 |       |
| statue : Christ en croix | Innenheim               | église catholique Saint-Martin                                                                         | inscrit    | 1986                  | Notice no PM67001653 |       |
| statue (statuette) : Christ en croix | Innenheim               | église catholique Saint-Martin                                                                         | inscrit    | 1986                  | Notice no PM67001652 |       |
| statue : Sainte-Barbe | Innenheim               | église paroissiale Saint-Martin                                                                        | classé     | 1988                  | Notice no PM67000144 |       |
| statue : Immaculée Conception | Innenheim               | église paroissiale Saint-Martin                                                                        | classé     | 1988                  | Notice no PM67000143 |       |
| orgue de tribune | Ittenheim               | église protestante Saint-Gall                                                                          | classé     | 1977                  | Notice no PM67001030 |       |
| orgue de tribune : buffet d'orgue | Ittenheim               | église protestante Saint-Gall                                                                          | classé     | 1977                  | Notice no PM67000608 |       |
| reliquaire | Itterswiller            | église paroissiale Saint-Rémi                                                                          | classé     | 1991                  | Notice no PM67000570 |       |
| orgue de tribune : buffet d'orgue | Kaltenhouse             | église paroissiale Saint-Wendelin                                                                      | inscrit    | 1982                  | Notice no PM67001032 |       |
| orgue de tribune | Kaltenhouse             | église paroissiale Saint-Wendelin                                                                      | inscrit    | 1982                  | Notice no PM67001031 |       |
| orgue de tribune : partie instrumentale de l'orgue | Kaltenhouse             | église paroissiale Saint-Wendelin                                                                      | classé     | 1981                  | Notice no PM67000145 |       |
| orgue de tribune : buffet d'orgue | Kauffenheim             | église paroissiale protestante Saint-Jean-Baptiste                                                     | inscrit    | 1976                  | Notice no PM67001034 |       |
| orgue de tribune | Kauffenheim             | église paroissiale protestante Saint-Jean-Baptiste                                                     | inscrit    | 1976                  | Notice no PM67001033 |       |
| orgue de tribune : partie instrumentale de l'orgue | Kauffenheim             | église paroissiale protestante Saint-Jean-Baptiste                                                     | classé     | 1973                  | Notice no PM67000146 |       |
| boîte à hosties protestante | Keffenach               | église protestante                                                                                     | classé     | 2012                  | Notice no PM67001847 |       |
| aiguière et son bassin de baptême | Keffenach               | église protestante                                                                                     | classé     | 2012                  | Notice no PM67001846 |       |
| orgue de tribune | Keskastel               | église protestante                                                                                     | classé     | 1982                  | Notice no PM67001035 |       |
| orgue de tribune : partie instrumentale de l'orgue | Keskastel               | église protestante                                                                                     | classé     | 1982                  | Notice no PM67000268 |       |
| cloche | Kienheim                | église catholique Saint-Nicolas                                                                        | inscrit    | 1996                  | Notice no PM67001724 |       |
| reliquaire de la dent de Saint-Jacques | Kintzheim               | église paroissiale Saint-Martin                                                                        | classé     | 1997                  | Notice no PM67000789 |       |
| 2 autels, 2 retables, 2 tableaux : Annonciation, la Mort de Saint-Joseph (autels secondaires) | Kogenheim               | église paroissiale Saint-Léger                                                                         | classé     | 1979                  | Notice no PM67000148 |       |
| autel, tabernacle, retable, 2 statues, 2 tableaux (maître-autel), de Saint-Léger d'Autun | Kogenheim               | église paroissiale Saint-Léger                                                                         | classé     | 1979                  | Notice no PM67000147 |       |
| cloche | Kolbsheim               | église simultanée Saint-Léger                                                                          | inscrit    | 2003                  | Notice no PM67001512 |       |
| calice protestant et patène protestante de communion à domicile | Kolbsheim               | église simultanée Saint-Léger                                                                          | inscrit    | 2003                  | Notice no PM67001511 |       |
| statue : Vierge à l'enfant de l'Immaculée Conception | Kolbsheim               | église simultanée Saint-Léger                                                                          | inscrit    | 2003                  | Notice no PM67001510 |       |
| tronc à quête protestant | Kolbsheim               | église simultanée Saint-Léger                                                                          | inscrit    | 2003                  | Notice no PM67001509 |       |
| autel protestant portatif | Kolbsheim               | église simultanée Saint-Léger                                                                          | inscrit    | 2003                  | Notice no PM67001508 |       |
| aiguière de baptême | Kolbsheim               | église simultanée Saint-Léger                                                                          | classé     | 2009                  | Notice no PM67001145 |       |
| orgue de tribune : buffet d'orgue | Kolbsheim               | église simultanée Saint-Léger                                                                          | classé     | 1998                  | Notice no PM67001037 |       |
| orgue de tribune | Kolbsheim               | église simultanée Saint-Léger                                                                          | classé     | 1998                  | Notice no PM67001036 |       |
| bassin de baptême | Kolbsheim               | église simultanée Saint-Léger                                                                          | classé     | 2005                  | Notice no PM67000948 |       |
| statue : Saint-Evangéliste | Krautergersheim         | église paroissiale catholique Saint-Epvre                                                              | inscrit    | 1988                  | Notice no PM67001283 |       |
| statue : Vierge à l'Enfant | Krautergersheim         | église paroissiale catholique Saint-Epvre                                                              | inscrit    | 1986                  | Notice no PM67001655 |       |
| croix : Christ en croix | Krautergersheim         | église paroissiale catholique Saint-Epvre                                                              | classé     | 1988                  | Notice no PM67000151 |       |
| 2 autels, 2 retables (autels secondaires de la Croix et de Saint-Joseph) | Krautergersheim         | église paroissiale catholique Saint-Epvre                                                              | classé     | 1988                  | Notice no PM67000150 |       |
| fonts baptismaux | Krautergersheim         | église paroissiale catholique Saint-Epvre                                                              | classé     | 1970                  | Notice no PM67000149 |       |
| orgue de tribune : buffet d'orgue | Krautwiller             | église paroissiale protestante Saint-Ulrich                                                            | inscrit    | 1974                  | Notice no PM67001039 |       |
| orgue de tribune | Krautwiller             | église paroissiale protestante Saint-Ulrich                                                            | inscrit    | 1974                  | Notice no PM67001038 |       |
| orgue de tribune : partie instrumentale de l'orgue | Krautwiller             | église paroissiale protestante Saint-Ulrich                                                            | classé     | 1973                  | Notice no PM67000152 |       |
| tableau : Scène de tournoi médiéval | Lampertheim             | mairie                                                                                                 | inscrit    | 2001                  | Notice no PM67001455 |       |
| orgue de tribune : partie instrumentale de l'orgue | Lampertheim             | église Saint-Arbogast                                                                                  | classé     | 2003                  | Notice no PM67001042 |       |
| orgue de tribune : buffet d'orgue | Lampertheim             | église Saint-Arbogast                                                                                  | classé     | 2003                  | Notice no PM67001041 |       |
| orgue de tribune | Lampertheim             | église Saint-Arbogast                                                                                  | classé     | 2003                  | Notice no PM67001040 |       |
| stèle à quatre dieux | Langensoultzbach        | église protestante                                                                                     | classé     | 1995                  | Notice no PM67000747 |       |
| 5 bas-reliefs | Langensoultzbach        | église protestante                                                                                     | classé     | 1979                  | Notice no PM67000154 |       |
| orgue de tribune : buffet d'orgue | Langensoultzbach        | église protestante                                                                                     | inscrit    | 1998                  | Notice no PM67001044 |       |
| orgue de tribune | Langensoultzbach        | église protestante                                                                                     | inscrit    | 1998                  | Notice no PM67001043 |       |
| orgue de tribune : partie instrumentale de l'orgue | Langensoultzbach        | église protestante                                                                                     | classé     | 1980                  | Notice no PM67000153 |       |
| orgue de tribune : partie instrumentale de l'orgue | Lauterbourg             | église paroissiales catholique de la Sainte-Trinité                                                    | inscrit    | 1994                  | Notice no PM67001046 |       |
| orgue de tribune | Lauterbourg             | église paroissiales catholique de la Sainte-Trinité                                                    | classé     | 1977                  | Notice no PM67001045 |       |
| orgue de tribune : buffet d'orgue | Lauterbourg             | église paroissiales catholique de la Sainte-Trinité                                                    | classé     | 1977                  | Notice no PM67000156 |       |
| ostensoir | Lauterbourg             | église paroissiales catholique de la Sainte-Trinité                                                    | classé     | 1978                  | Notice no PM67000155 |       |
| orgue de tribune : buffet d'orgue | Lembach                 | église protestante                                                                                     | classé     | 1994                  | Notice no PM67001053 |       |
| orgue de tribune | Lembach                 | église protestante                                                                                     | classé     | 1994                  | Notice no PM67001048 |       |
| orgue de tribune : partie instrumentale de l'orgue | Lembach                 | église protestante                                                                                     | classé     | 1994                  | Notice no PM67000110 |       |
| cloche | Lembach                 | église protestante de Mattstall                                                                        | inscrit    | 1997                  | Notice no PM67001656 |       |
| orgue de tribune | Leutenheim              | église catholique Saint-Barthélémy                                                                     | classé     | 1992                  | Notice no PM67001047 |       |
| orgue de tribune : partie instrumentale de l'orgue | Leutenheim              | église catholique Saint-Barthélémy                                                                     | classé     | 1992                  | Notice no PM67000231 |       |
| groupe sculpté : Vierge de Pitié | Littenheim              | église catholique Saint-Pierre                                                                         | inscrit    | 2002                  | Notice no PM67001284 |       |
| orgue de tribune : buffet d'orgue | Lixhausen               | église Saint-Nabor                                                                                     | inscrit    | 1976                  | Notice no PM67001050 |       |
| orgue de tribune | Lixhausen               | église Saint-Nabor                                                                                     | inscrit    | 1976                  | Notice no PM67001049 |       |
| orgue de tribune : partie instrumentale de l'orgue | Lixhausen               | église Saint-Nabor                                                                                     | classé     | 1973                  | Notice no PM67000157 |       |
| fonts baptismaux | Lochwiller              | place de la mairie                                                                                     | classé     | 1979                  | Notice no PM67000158 |       |
| cloche | Lorentzen               | église protestante                                                                                     | inscrit    | 1999                  | Notice no PM67001285 |       |